# Eleições autárquicas portuguesas de 2001
As eleições autárquicas portuguesas de 2001 foram realizadas em 16 de dezembro estando em causa a eleição em 308 concelhos, 4 252 freguesias com um total de 2 044 mandatos autárquicos.  
Para estas eleições estavam inscritos 8 738 906 eleitores, tendo votado 5 254 180 eleitores, correspondentes a 60,12% dos eleitores inscritos. Desses, 114 834 (2,19%) votaram em branco e 78 049 (1,49%) dos votos foram considerados nulos.  
Quanto aos resultados, o Partido Socialista (PS) foi o grande perdedor destas eleições, perdendo catorze câmaras em relação a 1997 e caindo 4% nos votos. O PS perdeu câmaras em grandes centros urbanos, como foram os casos de Lisboa — coligado com o Partido Comunista Português (PCP) e o Partido Ecologista "Os Verdes" (PEV) —, Porto, Coimbra, Sintra, Faro, Portalegre, Vila Nova de Famalicão e Setúbal. Estes resultados desastrosos levaram o primeiro-ministro António Guterres a pedir a sua demissão, invocando como razão o facto de não querer deixar o país num "pântano político".
Por outro lado, o Partido Social Democrata (PPD/PSD) foi o grande vencedor destas eleições, ganhando, sozinho ou coligado, 159 câmaras, um número histórico para o partido. O PPD/PSD ganhou em municípios de grande importância, como foram os casos de Lisboa, Porto, Coimbra e Sintra, entre outros. Esta foi a primeira grande vitória do partido depois da era da presidência do partido de Aníbal Cavaco Silva, e deu um importante ânimo rumo à vitória que se seguiria nas legislativas de 2002. 
A CDU – Coligação Democrática Unitária (PCP–PEV), liderada pelo PCP e incluindo o PEV, também foi um dos grandes derrotados das eleições, obtendo o seu pior resultado em eleições autárquicas. A CDU perdeu diversas câmaras históricas, como o caso de Loures, Barreiro ou Évora. A única sua única consolação foi a recuperação de Setúbal, bastião histórico comunista nas décadas de 1970 e 1980. 
O Partido Popular, apesar de ter tido o seu pior resultado eleitoral autárquico, conquistando apenas três câmaras, conseguiu recuperar alguma influência local, devido às coligações encetadas com o PPD/PSD. 
Por fim, de destacar o aparecimento das candidaturas aos órgãos municipais (eram antes permitidas apenas nas freguesias) dos grupos de cidadãos que conquistaram três câmaras, algo nunca conseguido anteriormente, bem como a conquista de uma câmara por parte do recém-formado Bloco de Esquerda (B.E.). 

## Partidos, coligações e grupos de cidadãos candidatos

### Partidos
| Sigla | Sigla     | Partido/Coligação permanente                    |
| ----- | --------- | ----------------------------------------------- |
|       | B.E.      | Bloco de Esquerda                               |
|       | CDS–PP    | Partido Popular                                 |
|       | MPT       | Movimento O Partido da Terra                    |
|       | PCP–PEV   | CDU – Coligação Democrática Unitária            |
|       | PCTP/MRPP | Partido Comunista dos Trabalhadores Portugueses |
|       | P.H.      | Partido Humanista                               |
|       | P.N.R.    | Partido Nacional Renovador                      |
|       | PPD/PSD   | Partido Social Democrata                        |
|       | PPM       | Partido Popular Monárquico                      |
|       | PS        | Partido Socialista                              |
|       | UDP       | União Democrática Popular                       |

### Coligações
| Sigla | Sigla              | Coligação ad hoc                                                                        | Autarquias |
| ----- | ------------------ | --------------------------------------------------------------------------------------- | --- |
|       | PS/CDS–PP          | Coligação Partido Socialista–Partido Popular                                            | Na Madeira, em sete concelhos (Coligação Partido Socialista – Centro Democrático Social/Partido Popular), em todos os órgãos autárquicos: - Funchal; - Ponta do Sol; - Porto Moniz; - Ribeira Brava; - Santa Cruz; - Santana; - São Vicente. |
|       | CDS–PP/PS          | Coligação Partido Popular–Partido Socialista                                            | Na Madeira, no concelho da Calheta (Coligação Centro Democrático Social/Partido Popular – Partido Socialista), em todos os órgãos autárquicos. |
|       | PS/PCP/PEV         | Coligação Partido Socialista–Partido Comunista Português–Partido Ecologista "Os Verdes" | No concelho de Lisboa (Amar Lisboa), em todos os órgãos autárquicos; |
|       | PPD/PSD–PPM        | Coligação Partido Social Democrata–Partido Popular Monárquico                           | No concelho de Lisboa (Lisboa Feliz), em todos os órgãos autárquicos; |
|       | PPD/PSD.CDS–PP     | Coligação Partido Social Democrata–Partido Popular                                      | Em 41 municípios, 37 dos quais em todos os órgãos autárquicos: - - Alcochete (Renovar e Trabalhar por Alcochete); - Alfândega da Fé (Pena Nossa Terra); - Amadora (Melhor pela Amadora); - Arronches (Por Arronches), apenas para a Câmara Municipal e Assembleia Municipal; - Campo Maior (Por um Concelho com Futuro); - Carrazeda de Ansiães (Por Carrazeda), apenas para a Assembleia Municipal e para as assembleias de freguesias de Amedo, Linhares, Pinhal do Norte e Zedes; - Cascais (Viver Cascais); - Castelo Branco (Por Castelo Branco); - Celorico da Beira (Um Concelho para Todos); - Chamusca (Outra Força — Melhor Futuro); - Elvas (Juntos pela Nossa Terra); - Estarreja (Mudar Estarreja); - Fafe (Fafe — Vida Nova); - Lousada (Unidos por Lousada); - Macedo de Cavaleiros (Por Macedo); - Maia (Maia – No Primeiro Lugar); - Mangualde (Todos por Mangualde); - Marvão (Por Marvão); - Matosinhos(Matosinhos Melhor); - Melgaço (Juntos por Melgaço); - Monforte (Por um Futuro com Progresso); - Montemor-o-Velho (Montemor — Novo Rumo); - Penafiel (Penafiel Quer); - Porto (Pelo Porto Sempre); - Ribeira de Pena (Juntos por Ribeira de Pena); - Rio Maior (Juntos pelo Concelho); - Sabugal (Unidos pela Nossa Terra); - Sesimbra (Alternativa); - Setúbal (Sinceramente com Setúbal); - Sines (Sines Merece Melhor); - Sintra (Mais Sintra); - Sobral de Monte Agraço (Melhor Sobral); - Valença (Por Valença); - Valongo (Continuar o Progresso), apenas na Assembleia Municipal; - Viana do Castelo (Juntos por Viana); - Vila do Conde (Por Vila do Conde); - Vila Flor (Juntos por Vila Flor), apenas na Assembleia Municipal e em todas as assembleias de freguesia; - Vila Nova de Cerveira (Por Cerveira); - Vila Nova de Famalicão (Um Grande Projeto para Famalicão); - Vila Nova de Gaia (Gaia na Frente); - Vila Pouca de Aguiar (Novo Rumo para Vila Pouca). |
|       | CDS–PP.PPD/PSD     | Coligação Partido Popular–Partido Social Democrata                                      | Em quatro municípios, em dois deles em todos os órgãos autárquicos: - - Sever do Vouga (Aliança por Sever); - Vila Flor (Por Vila Flor), apenas à Câmara Municipal; - Cantanhede (Todos pela Tocha), apenas à assembleia de freguesia da Tocha; - Monção (Monção Primeiro); |
|       | CDS–PP/PPM         | Coligação Partido Popular–Partido Popular Monárquico                                    | Em três municípios, em todos os órgãos autárquicos: - Felgueiras (Uma Voz para Felgueiras); - Portimão (Portimão a Sorrir); - Faro (Faro — Cidade Europeia). |
|       | PPS/PSD.CDS–PP.PPM | Coligação Partido Social Democrata–Partido Popular–Partido Popular Monárquico           | Em dois municípios, em todos os órgãos autárquicos: - Braga (Juntos por Braga); - Coimbra (Por Coimbra). |

## Mapa

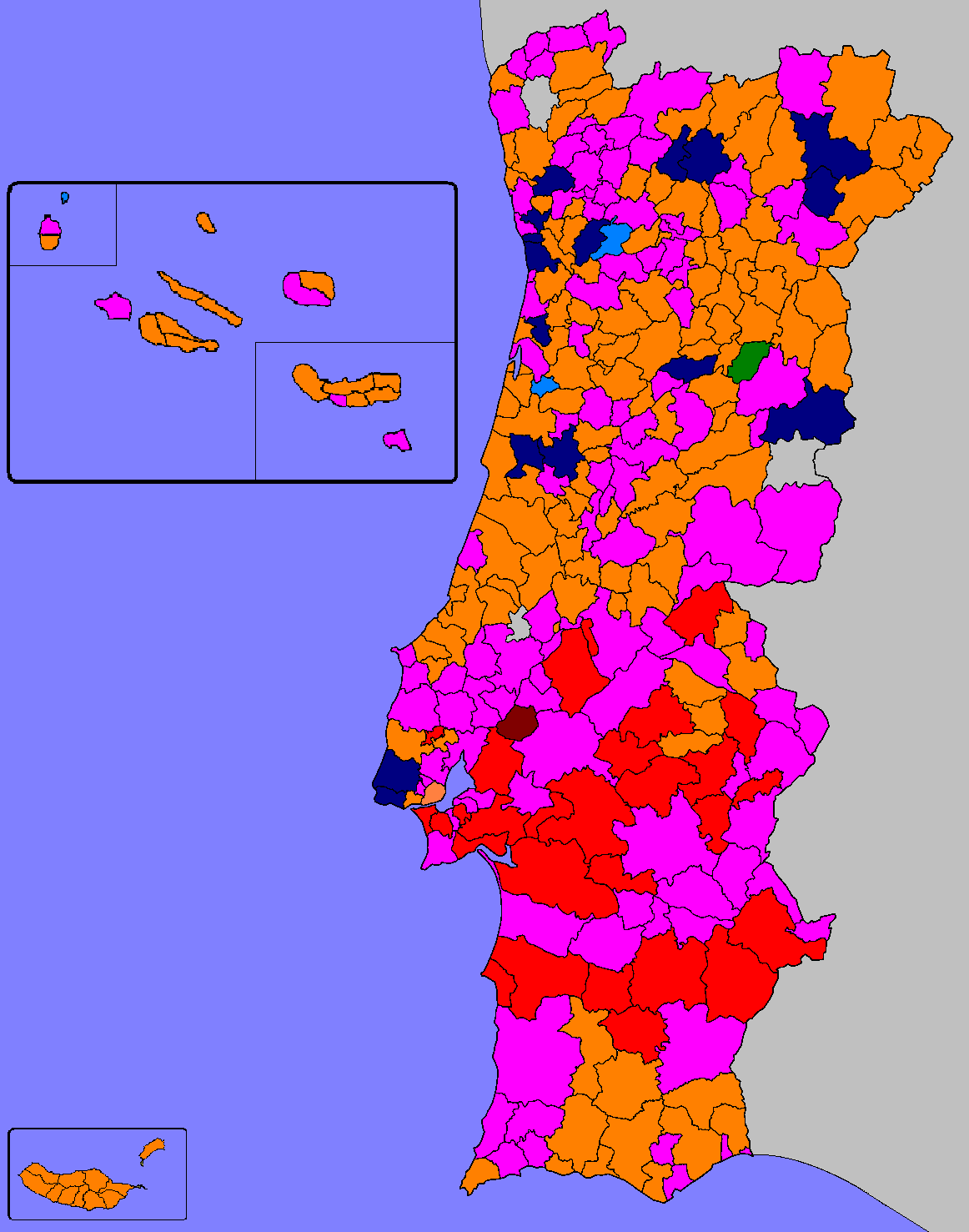
Partido mais votado por concelho (câmara municipal). Legenda: Laranja – PPD/PSD; Rosa – PS; Vermelho – PCP–PEV; Azul escuro – PPD/PSD.CDS–PP; Azul claro – CDS–PP; Cinzento – Grupos de cidadãos; Laranja claro – PPD/PSD.PPM; Castanho – B.E.; Verde – MPT.

### Grupos de cidadãos eleitores (apenas câmaras municipais)
| Município              | N.º no boletim | Nome                                                   |
| ---------------------- | -------------- | ------------------------------------------------------ |
| Aguiar da Beira        | I              | LI – Lista Independente                                |
| Albergaria-a-Velha     | I              | IPA – Independentes por Albergaria                     |
| Alcanena               | I              | Independentes pelo Concelho de Alcanena                |
| Bombarral              | I              | O Bombarral Primeiro                                   |
| Entroncamento          | V              | Pelo Entroncamento, Sempre                             |
| Fundão                 | I              | AC/JF – Juntos Vamos Construir o Futuro                |
| Leiria                 | VI             | i – Cidadãos Independentes                             |
| Mealhada               | X              | MOI/CM – Movimento Odete Isabel                        |
| Montemor-o-Novo        | XVII           | Movimento Cívico Pró Montemor                          |
| Penafiel               | V              | Movimento Justino Fundo por Penafiel                   |
| Penamacor              | I              | Pelo Nosso Concelho – Independentes                    |
| Penedono               | XIII           | JPP – Juntos por Penedono                              |
| Ponte de Lima          | I              | Ponte de Lima Nossa Terra                              |
| Santa Maria da Feira   | II             | ABP                                                    |
| São Pedro do Sul       | I              | SPS – Somos por Si                                     |
| Sertã                  | III/V          | Juntos pelo Concelho da Sertã                          |
| Setúbal                | I              | Movimento de Cidadãos por Setúbal                      |
| Terras de Bouro        | I              | Independentes por Terras de Bouro                      |
| Vila Nova de Famalicão | II/X           | MAF/PF – Movimento Agostinho Fernandes / Por Famalicão |
| Vila Verde             | I              | Cidadãos Independentes por Vila Verde                  |
| Vizela                 | III            | MIV – Câmara Diferente com Gente Independente          |

## Resultados nacionais

### Câmaras e vereadores Municipais
| Partido                 | Partido | Votos       | %               | +/-         | Presidentes de CM | +/-         | Vereadores    | +/-         |
| ----------------------- | --- | ----------- | --------------- | ----------- | ----------------- | ----------- | ------------- | ----------- |
|                         | Partido Socialista | 1 792 690   | 34,12 / 100,00  | 3,95        | 113 / 308         | 14          | 829 / 2 044   | 40          |
|                         | Partido Social Democrata                                                                                                  | 1 488 897   | 28,34 / 100,00  | 4,51        | 142 / 308         | 15          | 774 / 2 044   | 29          |
|                         | CDU – Coligação Democrática Unitária                                                                                      | 557 481     | 10,61 / 100,00  | 1,40        | 28 / 308          | 13          | 199 / 2 044   | 37          |
|                         | Coligações Partido Social Democrata–Partido Popular e Partido Social Democrata–Partido Popular–Partido Popular Monárquico | 547 555     | 10,42 / 100,00  | 7,43        | 16 / 308          | 16          | 130 / 2 044   | 119         |
|                         | Partido Popular | 195 994     | 3,73 / 100,00   | 1,92        | 3 / 308           | 5           | 39 / 2 044    | 44          |
|                         | Coligação Partido Social Democrata–Partido Popular Monárquico                                                             | 131 135     | 2,50 / 100,00   | Novo        | 1 / 308           | Novo        | 8 / 2 044     | Novo        |
|                         | Coligação Partido Socialista–Partido Comunista Português–Partido Ecologista "Os Verdes"                                   | 130 279     | 2,48 / 100,00   | 0,60        | 0 / 308           | 1           | 8 / 2 044     | 2           |
|                         | Grupos de cidadãos eleitores                                                                                              | 84 010      | 1,60 / 100,00   | Novo        | 3 / 308           | Novo        | 31 / 2 044    | Novo        |
|                         | Bloco de Esquerda | 61 789      | 1,18 / 100,00   | Novo        | 1 / 308           | Novo        | 6 / 2 044     | Novo        |
|                         | Coligação Partido Socialista–Partido Popular                                                                              | 27 561      | 0,53 / 100,00   | Novo        | 0 / 308           | Novo        | 15 / 2 044    | Novo        |
|                         | Partido Comunista dos Trabalhadores Portugueses                                                                           | 17 541      | 0,33 / 100,00   | 0,02        | 0 / 308           | Estável     | 0 / 2 044     | Estável     |
|                         | Movimento O Partido da Terra                                                                                              | 12 568      | 0,24 / 100,00   | 0,20        | 1 / 308           | 1           | 4 / 2 044     | 2           |
|                         | União Democrática Popular                                                                                                 | 5 318       | 0,10 / 100,00   | 0,29        | 0 / 308           | Estável     | 0 / 2 044     | Estável     |
|                         | Coligação Partido Popular–Partido Popular Monárquico                                                                      | 4 289       | 0,08 / 100,00   | Novo        | 0 / 308           | Novo        | 1 / 2 044     | Novo        |
|                         | Partido Humanista | 3 019       | 0,06 / 100,00   | Novo        | 0 / 308           | Novo        | 0 / 2 044     | Novo        |
|                         | Partido Nacional Renovador                                                                                                | 877         | 0,02 / 100,00   | Novo        | 0 / 308           | Novo        | 0 / 2 044     | Novo        |
|                         | Partido Popular Monárquico                                                                                                | 294         | 0,01 / 100,00   | 0,12        | 0 / 308           | 1           | 0 / 2 044     | 5           |
| Votos inválidos         | Votos inválidos | 192 883     | 3,67 / 100,00   | 0,15        |                   |             |               |             |
| Total                   | Total | 5 254 180   | 100,00 / 100,00 |             | 308 / 308         | 3           | 2 044 / 2 044 | 21          |
| Eleitorado/Participação | Eleitorado/Participação                                                                                                   | 8 738 906   | 60,12 / 100,00  | 0,02        |                   |             |               |             |
| Fonte                   | Fonte | [ 2 ] [ 3 ] | [ 2 ] [ 3 ]     | [ 2 ] [ 3 ] | [ 2 ] [ 3 ]       | [ 2 ] [ 3 ] | [ 2 ] [ 3 ]   | [ 2 ] [ 3 ] |

### Assembleias municipais
| Partido                 | Partido | Votos     | %               | +/-   | Mandatos      | +/-     |
| ----------------------- | --- | --------- | --------------- | ----- | ------------- | ------- |
|                         | Partido Socialista | 1 788 089 | 34,03 / 100,00  | 3,82  | 2 721 / 6 876 | 166     |
|                         | Partido Social Democrata                                                                                                  | 1 430 532 | 27,23 / 100,00  | 3,23  | 2 468 / 6 876 | 111     |
|                         | CDU – Coligação Democrática Unitária                                                                                      | 585 426   | 11,14 / 100,00  | 1,33  | 709 / 6 876   | 89      |
|                         | Coligações Partido Social Democrata–Partido Popular e Partido Social Democrata–Partido Popular–Partido Popular Monárquico | 558 309   | 10,63 / 100,00  | 7,52  | 486 / 6 876   | 451     |
|                         | Partido Popular | 226 774   | 4,32 / 100,00   | 3,05  | 253 / 6 876   | 184     |
|                         | Coligação Partido Socialista–Partido Comunista Português–Partido Ecologista "Os Verdes"                                   | 129 852   | 2,47 / 100,00   | 0,58  | 24 / 6 876    | 6       |
|                         | Coligação Partido Social Democrata–Partido Popular Monárquico                                                             | 124 457   | 2,37 / 100,00   | Novo  | 23 / 6 876    | Novo    |
|                         | Bloco de Esquerda | 80 520    | 1,53 / 100,00   | Novo  | 28 / 6 876    | Novo    |
|                         | Grupos de cidadãos eleitores                                                                                              | 60 919    | 1,16 / 100,00   | Novo  | 93 / 6 876    | Novo    |
|                         | Coligação Partido Socialista–Partido Popular                                                                              | 28 476    | 0,54 / 100,00   | Novo  | 47 / 6 876    | Novo    |
|                         | Movimento O Partido da Terra                                                                                              | 12 694    | 0,24 / 100,00   | 0,21  | 18 / 6 876    | 13      |
|                         | Partido Comunista dos Trabalhadores Portugueses                                                                           | 7 863     | 0,15 / 100,00   | 0,08  | 1 / 6 876     | Estável |
|                         | União Democrática Popular                                                                                                 | 5 800     | 0,11 / 100,00   | 0,37  | 2 / 6 876     | Estável |
|                         | Coligação Partido Popular–Partido Popular Monárquico                                                                      | 4 425     | 0,08 / 100,00   | Novo  | 3 / 6 876     | Novo    |
|                         | Partido Nacional Renovador                                                                                                | 779       | 0,01 / 100,00   | Novo  | 0 / 6 876     | Novo    |
|                         | Partido Popular Monárquico                                                                                                | 436       | 0,01 / 100,00   | 0,10  | 0 / 6 876     | 16      |
|                         | Partido Humanista | 155       | 0,00 / 100,00   | Novo  | 0 / 6 876     | Novo    |
| Votos inválidos         | Votos inválidos | 208 937   | 3,98 / 100,00   | 0,19  |               |         |
| Total                   | Total | 5 254 443 | 100,00 / 100,00 |       | 6 876 / 6 876 | 69      |
| Eleitorado/Participação | Eleitorado/Participação                                                                                                   | 8 738 906 | 60,13 / 100,00  | 0,01  |               |         |
| Fonte                   | Fonte | [ 4 ]     | [ 4 ]           | [ 4 ] | [ 4 ]         | [ 4 ]   |

### Assembleias de freguesia
| Partido                 | Partido | Votos     | %               | +/-     | Mandatos        | +/-   |
| ----------------------- | --- | --------- | --------------- | ------- | --------------- | ----- |
|                         | Partido Socialista | 1 775 531 | 33,85 / 100,00  | 2,71    | 13 195 / 34 569 | 431   |
|                         | Partido Social Democrata                                                                                                  | 1 392 019 | 26,54 / 100,00  | 3,70    | 12 148 / 34 569 | 812   |
|                         | CDU – Coligação Democrática Unitária                                                                                      | 586 844   | 11,19 / 100,00  | 1,19    | 2 466 / 34 569  | 265   |
|                         | Coligações Partido Social Democrata–Partido Popular e Partido Social Democrata–Partido Popular–Partido Popular Monárquico | 498 263   | 9,50 / 100,00   | 4,82    | 2 493 / 34 569  | 1 855 |
|                         | Grupos de cidadãos eleitores                                                                                              | 232 861   | 4,44 / 100,00   | 1,59    | 2 407 / 34 569  | 813   |
|                         | Partido Popular | 189 838   | 3,62 / 100,00   | 1,77    | 970 / 34 569    | 870   |
|                         | Coligação Partido Socialista–Partido Comunista Português–Partido Ecologista "Os Verdes"                                   | 132 918   | 2,53 / 100,00   | 0,65    | 309 / 34 569    | 99    |
|                         | Coligação Partido Social Democrata–Partido Popular Monárquico                                                             | 121 259   | 2,31 / 100,00   | Novo    | 265 / 34 569    | Novo  |
|                         | Bloco de Esquerda | 57 361    | 1,09 / 100,00   | Novo    | 46 / 34 569     | Novo  |
|                         | Coligação Partido Socialista–Partido Popular                                                                              | 27 909    | 0,53 / 100,00   | Novo    | 137 / 34 569    | Novo  |
|                         | Movimento O Partido da Terra                                                                                              | 8 626     | 0,16 / 100,00   | 0,10    | 120 / 34 569    | 81    |
|                         | União Democrática Popular                                                                                                 | 5 299     | 0,10 / 100,00   | 0,20    | 7 / 34 569      | 1     |
|                         | Partido Comunista dos Trabalhadores Portugueses                                                                           | 4 961     | 0,09 / 100,00   | Estável | 1 / 34 569      | 1     |
|                         | Coligação Partido Popular–Partido Popular Monárquico                                                                      | 4 714     | 0,09 / 100,00   | Novo    | 4 / 34 569      | Novo  |
|                         | Partido Humanista | 220       | 0,00 / 100,00   | Novo    | 0 / 34 569      | Novo  |
|                         | Partido Popular Monárquico                                                                                                | 98        | 0,00 / 100,00   | 0,10    | 1 / 34 569      | 79    |
| Votos inválidos         | Votos inválidos | 207 074   | 3,95 / 100,00   | 0,09    |                 |       |
| Total                   | Total | 5 245 795 | 100,00 / 100,00 |         | 34 569 / 34 569 | 616   |
| Eleitorado/Participação | Eleitorado/Participação                                                                                                   | 8 738 906 | 60,03 / 100,00  | 0,17    |                 |       |
| Fonte                   | Fonte | [ 5 ]     | [ 5 ]           | [ 5 ]   | [ 5 ]           | [ 5 ] |

## Resultados por distrito ou região autónoma (câmara municipal)

### Região Autónoma dos Açores
| Partido                 | Partido                              | Votos   | %               | +/-  | Presidentes de CM | +/-     | Vereadores | +/-  |
| ----------------------- | ------------------------------------ | ------- | --------------- | ---- | ----------------- | ------- | ---------- | ---- |
|                         | Partido Social Democrata             | 49 539  | 45,41 / 100,00  | 2,78 | 13 / 19           | 1       | 55 / 107   | 5    |
|                         | Partido Socialista                   | 48 019  | 44,01 / 100,00  | 4,92 | 5 / 19            | Estável | 47 / 107   | 6    |
|                         | Partido Popular                      | 5 375   | 4,93 / 100,00   | 0,79 | 1 / 19            | 1       | 5 / 107    | 2    |
|                         | CDU – Coligação Democrática Unitária | 3 025   | 2,77 / 100,00   | 0,79 | 0 / 19            | Estável | 0 / 107    | 3    |
|                         | Bloco de Esquerda                    | 485     | 0,44 / 100,00   | Novo | 0 / 19            | Novo    | 0 / 107    | Novo |
| Votos inválidos         | Votos inválidos                      | 2 658   | 2,44 / 100,00   | 0,02 |                   |         |            |      |
| Total                   | Total                                | 109 101 | 100,00 / 100,00 |      | 19 / 19           |         | 107 / 107  |      |
| Eleitorado/Participação | Eleitorado/Participação              | 188 656 | 57,83 / 100,00  | 6,04 |                   |         |            |      |

### Distrito de Aveiro
| Partido                 | Partido                                            | Votos   | %               | +/-  | Presidentes de CM | +/-     | Vereadores | +/-     |
| ----------------------- | -------------------------------------------------- | ------- | --------------- | ---- | ----------------- | ------- | ---------- | ------- |
|                         | Partido Social Democrata                           | 157 923 | 42,95 / 100,00  | 2,37 | 11 / 19           | 3       | 68 / 139   | 5       |
|                         | Partido Socialista                                 | 124 796 | 33,94 / 100,00  | 2,15 | 6 / 19            | Estável | 48 / 139   | 1       |
|                         | Partido Popular                                    | 42 085  | 11,45 / 100,00  | 4,84 | 1 / 19            | 4       | 15 / 139   | 12      |
|                         | CDU – Coligação Democrática Unitária               | 12 159  | 3,31 / 100,00   | 0,08 | 0 / 19            | Estável | 0 / 139    | Estável |
|                         | Coligação Partido Social Democrata–Partido Popular | 9 595   | 2,61 / 100,00   | -    | 1 / 19            | -       | 7 / 139    | -       |
|                         | Grupos de cidadãos eleitores                       | 5 548   | 1,51 / 100,00   | Novo | 0 / 19            | Novo    | 1 / 139    | Novo    |
|                         | Bloco de Esquerda                                  | 1 515   | 0,41 / 100,00   | Novo | 0 / 19            | Novo    | 0 / 139    | Novo    |
|                         | Partido Popular Monárquico                         | 294     | 0,08 / 100,00   | -    | 0 / 19            | -       | 0 / 139    | -       |
|                         | Movimento O Partido da Terra                       | 177     | 0,05 / 100,00   | -    | 0 / 19            | -       | 0 / 139    | -       |
|                         | Partido Humanista                                  | 23      | 0,01 / 100,00   | Novo | 0 / 19            | Novo    | 0 / 139    | Novo    |
| Votos inválidos         | Votos inválidos                                    | 13 593  | 3,70 / 100,00   | 0,24 |                   |         |            |         |
| Total                   | Total                                              | 367 708 | 100,00 / 100,00 |      | 19 / 19           |         | 139 / 139  |         |
| Eleitorado/Participação | Eleitorado/Participação                            | 580 856 | 63,30 / 100,00  | 1,02 |                   |         |            |         |

### Distrito de Beja
| Partido                 | Partido                                         | Votos   | %               | +/-  | Presidentes de CM | +/-     | Vereadores | +/-     |
| ----------------------- | ----------------------------------------------- | ------- | --------------- | ---- | ----------------- | ------- | ---------- | ------- |
|                         | Partido Socialista                              | 38 514  | 42,88 / 100,00  | 3,22 | 7 / 14            | 3       | 37 / 78    | 4       |
|                         | CDU – Coligação Democrática Unitária            | 34 791  | 38,73 / 100,00  | 3,61 | 5 / 14            | 4       | 32 / 78    | 7       |
|                         | Partido Social Democrata                        | 11 171  | 12,44 / 100,00  | 0,23 | 2 / 14            | 1       | 9 / 78     | 3       |
|                         | Partido Popular                                 | 1 103   | 1,23 / 100,00   | 0,25 | 0 / 14            | Estável | 0 / 78     | Estável |
|                         | Bloco de Esquerda                               | 602     | 0,67 / 100,00   | Novo | 0 / 14            | Novo    | 0 / 78     | Novo    |
|                         | Partido Comunista dos Trabalhadores Portugueses | 91      | 0,10 / 100,00   | 0,07 | 0 / 14            | Estável | 0 / 78     | Estável |
| Votos inválidos         | Votos inválidos                                 | 3 552   | 3,95 / 100,00   | 0,10 |                   |         |            |         |
| Total                   | Total                                           | 89 824  | 100,00 / 100,00 |      | 14 / 14           |         | 78 / 78    |         |
| Eleitorado/Participação | Eleitorado/Participação                         | 142 016 | 63,25 / 100,00  | 0,96 |                   |         |            |         |

### Distrito de Braga
| Partido                 | Partido | Votos   | %               | +/-   | Presidentes de CM | +/-     | Vereadores | +/-  |
| ----------------------- | --- | ------- | --------------- | ----- | ----------------- | ------- | ---------- | ---- |
|                         | Partido Socialista | 186 525 | 39,13 / 100,00  | 6,20  | 8 / 14            | 1       | 51 / 110   | 3    |
|                         | Partido Social Democrata                                                                                                  | 126 685 | 26,57 / 100,00  | 10,14 | 5 / 14            | 1       | 39 / 110   | 5    |
|                         | Coligações Partido Social Democrata–Partido Popular e Partido Social Democrata–Partido Popular–Partido Popular Monárquico | 74 008  | 15,52 / 100,00  | -     | 1 / 14            | -       | 12 / 110   | -    |
|                         | Grupos de cidadãos eleitores                                                                                              | 30 698  | 6,44 / 100,00   | Novo  | 0 / 14            | Novo    | 6 / 110    | Novo |
|                         | CDU – Coligação Democrática Unitária                                                                                      | 27 001  | 5,66 / 100,00   | 0,24  | 0 / 14            | Estável | 2 / 110    | 1    |
|                         | Partido Popular | 12 128  | 2,54 / 100,00   | 4,48  | 0 / 14            | Estável | 0 / 110    | 7    |
|                         | Bloco de Esquerda | 3 792   | 0,80 / 100,00   | Novo  | 0 / 14            | Novo    | 0 / 110    | Novo |
|                         | Partido Comunista dos Trabalhadores Portugueses                                                                           | 2 221   | 0,47 / 100,00   | -     | 0 / 14            | -       | 0 / 110    | -    |
|                         | Movimento O Partido da Terra                                                                                              | 662     | 0,14 / 100,00   | -     | 0 / 14            | -       | 0 / 110    | -    |
| Votos inválidos         | Votos inválidos | 13 017  | 2,73 / 100,00   | 0,21  |                   |         |            |      |
| Total                   | Total | 476 737 | 100,00 / 100,00 |       | 14 / 14           | 1       | 110 / 110  | 7    |
| Eleitorado/Participação | Eleitorado/Participação                                                                                                   | 672 123 | 70,93 / 100,00  | 0,83  |                   |         |            |      |

### Distrito de Bragança
| Partido                 | Partido                                            | Votos   | %               | +/-  | Presidentes de CM | +/-     | Vereadores | +/-     |
| ----------------------- | -------------------------------------------------- | ------- | --------------- | ---- | ----------------- | ------- | ---------- | ------- |
|                         | Partido Social Democrata                           | 40 164  | 39,21 / 100,00  | 2,81 | 7 / 12            | 2       | 29 / 72    | 4       |
|                         | Partido Socialista                                 | 38 577  | 37,66 / 100,00  | 7,46 | 3 / 12            | 4       | 31 / 72    | 5       |
|                         | Coligação Partido Social Democrata–Partido Popular | 10 537  | 10,29 / 100,00  | -    | 2 / 12            | -       | 9 / 72     | -       |
|                         | Partido Popular                                    | 7 166   | 6,99 / 100,00   | 0,22 | 0 / 12            | Estável | 3 / 72     | Estável |
|                         | CDU – Coligação Democrática Unitária               | 1 973   | 1,93 / 100,00   | 0,23 | 0 / 12            | Estável | 0 / 72     | Estável |
| Votos inválidos         | Votos inválidos                                    | 4 029   | 3,93 / 100,00   | 0,24 |                   |         |            |         |
| Total                   | Total                                              | 102 446 | 100,00 / 100,00 |      | 12 / 12           |         | 72 / 72    |         |
| Eleitorado/Participação | Eleitorado/Participação                            | 151 640 | 67,56 / 100,00  | 1,27 |                   |         |            |         |

### Distrito de Castelo Branco
| Partido                 | Partido                                            | Votos   | %               | +/-  | Presidentes de CM | +/-     | Vereadores | +/-  |
| ----------------------- | -------------------------------------------------- | ------- | --------------- | ---- | ----------------- | ------- | ---------- | ---- |
|                         | Partido Social Democrata                           | 50 411  | 38,94 / 100,00  | 0,42 | 5 / 11            | 3       | 30 / 65    | 5    |
|                         | Partido Socialista                                 | 49 772  | 38,45 / 100,00  | 7,15 | 5 / 11            | 2       | 26 / 65    | 5    |
|                         | Grupos de cidadãos eleitores                       | 6 880   | 5,31 / 100,00   | Novo | 1 / 11            | Novo    | 5 / 65     | Novo |
|                         | Coligação Partido Social Democrata–Partido Popular | 6 512   | 5,03 / 100,00   | -    | 0 / 11            | -       | 1 / 65     | -    |
|                         | CDU – Coligação Democrática Unitária               | 5 348   | 4,13 / 100,00   | 1,82 | 0 / 11            | Estável | 0 / 65     | 1    |
|                         | Partido Popular                                    | 4 453   | 3,44 / 100,00   | 0,79 | 0 / 11            | Estável | 3 / 65     | 1    |
|                         | Bloco de Esquerda                                  | 407     | 0,31 / 100,00   | Novo | 0 / 11            | Novo    | 0 / 65     | Novo |
| Votos inválidos         | Votos inválidos                                    | 5 664   | 4,39 / 100,00   | 0,47 |                   |         |            |      |
| Total                   | Total                                              | 129 447 | 100,00 / 100,00 |      | 11 / 11           |         | 65 / 65    | 4    |
| Eleitorado/Participação | Eleitorado/Participação                            | 191 126 | 67,73 / 100,00  | 2,89 |                   |         |            |      |

### Distrito de Coimbra
| Partido                 | Partido | Votos   | %               | +/-   | Presidentes de CM | +/-     | Vereadores | +/-     |
| ----------------------- | --- | ------- | --------------- | ----- | ----------------- | ------- | ---------- | ------- |
|                         | Partido Socialista | 85 686  | 35,15 / 100,00  | 8,40  | 5 / 17            | 4       | 52 / 117   | 7       |
|                         | Partido Social Democrata                                                                                                  | 78 714  | 32,29 / 100,00  | 10,18 | 10 / 17           | 2       | 54 / 117   | 1       |
|                         | Coligações Partido Social Democrata–Partido Popular e Partido Social Democrata–Partido Popular–Partido Popular Monárquico | 45 963  | 18,85 / 100,00  | -     | 2 / 17            | -       | 10 / 117   | -       |
|                         | CDU – Coligação Democrática Unitária                                                                                      | 17 110  | 7,02 / 100,00   | 0,80  | 0 / 17            | Estável | 1 / 117    | 1       |
|                         | Partido Popular | 4 683   | 1,92 / 100,00   | 1,18  | 0 / 17            | Estável | 0 / 117    | 1       |
|                         | Bloco de Esquerda | 1 586   | 0,65 / 100,00   | Novo  | 0 / 17            | Novo    | 0 / 117    | Novo    |
|                         | Partido Comunista dos Trabalhadores Portugueses                                                                           | 587     | 0,24 / 100,00   | 0,05  | 0 / 17            | Estável | 0 / 117    | Estável |
|                         | Partido Humanista | 260     | 0,11 / 100,00   | Novo  | 0 / 17            | Novo    | 0 / 117    | Novo    |
|                         | Movimento O Partido da Terra                                                                                              | 160     | 0,07 / 100,00   | -     | 0 / 17            | -       | 0 / 117    | -       |
| Votos inválidos         | Votos inválidos | 9 045   | 3,71 / 100,00   | 0,33  |                   |         |            |         |
| Total                   | Total | 243 794 | 100,00 / 100,00 |       | 17 / 17           |         | 117 / 117  |         |
| Eleitorado/Participação | Eleitorado/Participação                                                                                                   | 378 574 | 64,40 / 100,00  | 1,14  |                   |         |            |         |

### Distrito de Évora
| Partido                 | Partido                              | Votos   | %               | +/-  | Presidentes de CM | +/-     | Vereadores | +/-  |
| ----------------------- | ------------------------------------ | ------- | --------------- | ---- | ----------------- | ------- | ---------- | ---- |
|                         | CDU – Coligação Democrática Unitária | 39 021  | 41,68 / 100,00  | 3,30 | 8 / 14            | 3       | 36 / 78    | 4    |
|                         | Partido Socialista                   | 32 365  | 34,57 / 100,00  | 2,88 | 6 / 14            | 3       | 30 / 78    | 3    |
|                         | Partido Social Democrata             | 13 385  | 14,30 / 100,00  | 1,77 | 0 / 14            | Estável | 9 / 78     | 1    |
|                         | Grupos de cidadãos eleitores         | 3 732   | 3,99 / 100,00   | Novo | 0 / 14            | Novo    | 3 / 78     | Novo |
|                         | Partido Popular                      | 1 420   | 1,52 / 100,00   | 1,53 | 0 / 14            | Estável | 0 / 78     | 1    |
|                         | Bloco de Esquerda                    | 361     | 0,39 / 100,00   | Novo | 0 / 14            | Novo    | 0 / 78     | Novo |
|                         | Movimento O Partido da Terra         | 117     | 0,12 / 100,00   | -    | 0 / 14            | -       | 0 / 78     | -    |
| Votos inválidos         | Votos inválidos                      | 3 222   | 3,44 / 100,00   | 0,36 |                   |         |            |      |
| Total                   | Total                                | 93 623  | 100,00 / 100,00 |      | 14 / 14           |         | 78 / 78    |      |
| Eleitorado/Participação | Eleitorado/Participação              | 147 238 | 63,59 / 100,00  | 0,05 |                   |         |            |      |

### Distrito de Faro
| Partido                 | Partido                                              | Votos   | %               | +/-  | Presidentes de CM | +/-     | Vereadores | +/-  |
| ----------------------- | ---------------------------------------------------- | ------- | --------------- | ---- | ----------------- | ------- | ---------- | ---- |
|                         | Partido Social Democrata                             | 75 043  | 40,49 / 100,00  | 5,62 | 9 / 16            | 2       | 47 / 100   | 8    |
|                         | Partido Socialista                                   | 74 877  | 40,40 / 100,00  | 2,53 | 7 / 16            | 1       | 46 / 100   | 1    |
|                         | CDU – Coligação Democrática Unitária                 | 18 595  | 10,03 / 100,00  | 3,51 | 0 / 16            | 1       | 6 / 100    | 6    |
|                         | Partido Popular                                      | 4 289   | 2,31 / 100,00   | 1,50 | 0 / 16            | Estável | 0 / 100    | 2    |
|                         | Coligação Partido Popular–Partido Popular Monárquico | 3 246   | 1,75 / 100,00   | Novo | 0 / 16            | Novo    | 1 / 100    | Novo |
|                         | Bloco de Esquerda                                    | 1 482   | 0,80 / 100,00   | Novo | 0 / 16            | Novo    | 0 / 100    | Novo |
|                         | Partido Comunista dos Trabalhadores Portugueses      | 303     | 0,16 / 100,00   | -    | 0 / 16            | -       | 0 / 100    | -    |
| Votos inválidos         | Votos inválidos                                      | 7 491   | 4,04 / 100,00   | 0,16 |                   |         |            |      |
| Total                   | Total                                                | 185 326 | 100,00 / 100,00 |      | 16 / 16           |         | 100 / 100  |      |
| Eleitorado/Participação | Eleitorado/Participação                              | 320 410 | 57,84 / 100,00  | 2,00 |                   |         |            |      |

### Distrito da Guarda
| Partido                 | Partido                                            | Votos   | %               | +/-  | Presidentes de CM | +/-     | Vereadores | +/-     |
| ----------------------- | -------------------------------------------------- | ------- | --------------- | ---- | ----------------- | ------- | ---------- | ------- |
|                         | Partido Socialista                                 | 49 121  | 42,13 / 100,00  | 4,68 | 2 / 14            | 3       | 33 / 82    | 3       |
|                         | Partido Social Democrata                           | 45 543  | 39,06 / 100,00  | 0,66 | 10 / 14           | 1       | 39 / 82    | 2       |
|                         | Coligação Partido Social Democrata–Partido Popular | 7 743   | 6,64 / 100,00   | -    | 1 / 14            | -       | 6 / 82     | -       |
|                         | Movimento O Partido da Terra                       | 2 952   | 2,53 / 100,00   | -    | 1 / 14            | -       | 2 / 82     | -       |
|                         | CDU – Coligação Democrática Unitária               | 2 631   | 2,26 / 100,00   | 0,02 | 0 / 14            | Estável | 0 / 82     | Estável |
|                         | Grupos de cidadãos eleitores                       | 1 986   | 1,70 / 100,00   | Novo | 0 / 14            | Novo    | 2 / 82     | Novo    |
|                         | Partido Popular                                    | 1 470   | 1,26 / 100,00   | 3,92 | 0 / 14            | Estável | 0 / 82     | 3       |
|                         | Partido Comunista dos Trabalhadores Portugueses    | 206     | 0,18 / 100,00   | -    | 0 / 14            | -       | 0 / 82     | -       |
| Votos inválidos         | Votos inválidos                                    | 4 936   | 4,23 / 100,00   | 0,01 |                   |         |            |         |
| Total                   | Total                                              | 116 588 | 100,00 / 100,00 |      | 14 / 14           |         | 82 / 82    |         |
| Eleitorado/Participação | Eleitorado/Participação                            | 169 328 | 68,85 / 100,00  | 2,38 |                   |         |            |         |

### Distrito de Leiria
| Partido                 | Partido                              | Votos   | %               | +/-  | Presidentes de CM | +/-     | Vereadores | +/-  |
| ----------------------- | ------------------------------------ | ------- | --------------- | ---- | ----------------- | ------- | ---------- | ---- |
|                         | Partido Social Democrata             | 111 585 | 49,05 / 100,00  | 3,83 | 12 / 16           | 2       | 58 / 104   | 5    |
|                         | Partido Socialista                   | 63 936  | 28,10 / 100,00  | 6,61 | 4 / 16            | 1       | 33 / 104   | 8    |
|                         | CDU – Coligação Democrática Unitária | 20 240  | 8,90 / 100,00   | 0,74 | 0 / 16            | Estável | 7 / 104    | 2    |
|                         | Partido Popular                      | 13 218  | 5,81 / 100,00   | 1,14 | 0 / 16            | 1       | 3 / 104    | 2    |
|                         | Grupos de cidadãos eleitores         | 7 603   | 3,34 / 100,00   | Novo | 0 / 16            | Novo    | 3 / 104    | Novo |
|                         | Bloco de Esquerda                    | 1 194   | 0,52 / 100,00   | Novo | 0 / 16            | Novo    | 0 / 104    | Novo |
| Votos inválidos         | Votos inválidos                      | 9 716   | 4,27 / 100,00   | 0,03 |                   |         |            |      |
| Total                   | Total                                | 227 492 | 100,00 / 100,00 |      | 16 / 16           |         | 104 / 104  |      |
| Eleitorado/Participação | Eleitorado/Participação              | 379 640 | 59,92 / 100,00  | 0,96 |                   |         |            |      |

### Distrito de Lisboa
| Partido                 | Partido                                                                                 | Votos     | %               | +/-  | Presidentes de CM | +/-     | Vereadores | +/-     |
| ----------------------- | --------------------------------------------------------------------------------------- | --------- | --------------- | ---- | ----------------- | ------- | ---------- | ------- |
|                         | Partido Socialista                                                                      | 242 995   | 25,40 / 100,00  | 1,12 | 8 / 16            | 1       | 56 / 146   | 2       |
|                         | Coligação Partido Social Democrata–Partido Popular Monárquico                           | 131 135   | 13,71 / 100,00  | Novo | 1 / 16            | Novo    | 8 / 146    | Novo    |
|                         | Coligação Partido Socialista–Partido Comunista Português–Partido Ecologista "Os Verdes" | 130 279   | 13,62 / 100,00  | 3,14 | 0 / 16            | 1       | 8 / 146    | 2       |
|                         | Partido Social Democrata                                                                | 122 639   | 12,82 / 100,00  | 5,23 | 4 / 16            | 1       | 35 / 146   | Estável |
|                         | CDU – Coligação Democrática Unitária                                                    | 115 865   | 12,11 / 100,00  | 3,99 | 1 / 16            | 1       | 23 / 146   | 5       |
|                         | Coligações Partido Social Democrata–Partido Popular                                     | 103 181   | 10,79 / 100,00  | 1,89 | 2 / 16            | 2       | 15 / 146   | 8       |
|                         | Partido Popular                                                                         | 35 510    | 3,71 / 100,00   | 1,30 | 0 / 16            | Estável | 1 / 146    | Estável |
|                         | Bloco de Esquerda                                                                       | 23 250    | 2,43 / 100,00   | Novo | 0 / 16            | Novo    | 0 / 146    | Novo    |
|                         | Partido Comunista dos Trabalhadores Portugueses                                         | 7 965     | 0,83 / 100,00   | 0,49 | 0 / 16            | Estável | 0 / 146    | Estável |
|                         | Movimento O Partido da Terra                                                            | 5 047     | 0,53 / 100,00   | -    | 0 / 16            | -       | 0 / 146    | -       |
|                         | Partido Humanista                                                                       | 1 352     | 0,14 / 100,00   | Novo | 0 / 16            | Novo    | 0 / 146    | Novo    |
|                         | Partido Nacional Renovador                                                              | 877       | 0,09 / 100,00   | Novo | 0 / 16            | Novo    | 0 / 146    | Novo    |
| Votos inválidos         | Votos inválidos                                                                         | 36 541    | 3,82 / 100,00   | 0,49 |                   |         |            |         |
| Total                   | Total                                                                                   | 956 636   | 100,00 / 100,00 |      | 16 / 16           | 1       | 146 / 146  | 11      |
| Eleitorado/Participação | Eleitorado/Participação                                                                 | 1 817 989 | 52,62 / 100,00  | 1,08 |                   |         |            |         |

### Região Autónoma da Madeira
| Partido                 | Partido                                      | Votos   | %               | +/-   | Presidentes de CM | +/-     | Vereadores | +/-     |
| ----------------------- | -------------------------------------------- | ------- | --------------- | ----- | ----------------- | ------- | ---------- | ------- |
|                         | Partido Social Democrata                     | 73 951  | 59,13 / 100,00  | 6,08  | 11 / 11           | 1       | 49 / 69    | 4       |
|                         | Coligação Partido Socialista–Partido Popular | 27 561  | 22,04 / 100,00  | Novo  | 0 / 11            | Novo    | 15 / 69    | Novo    |
|                         | Partido Socialista                           | 8 693   | 6,95 / 100,00   | 22,35 | 0 / 11            | 1       | 5 / 69     | 16      |
|                         | União Democrática Popular                    | 5 318   | 4,25 / 100,00   | 0,92  | 0 / 11            | Estável | 0 / 69     | Estável |
|                         | CDU – Coligação Democrática Unitária         | 4 631   | 3,70 / 100,00   | 0,58  | 0 / 11            | Estável | 0 / 69     | Estável |
|                         | Partido Popular                              | 910     | 0,73 / 100,00   | 5,92  | 0 / 11            | Estável | 0 / 69     | 3       |
| Votos inválidos         | Votos inválidos                              | 3 992   | 3,19 / 100,00   | 0,16  |                   |         |            |         |
| Total                   | Total                                        | 125 056 | 100,00 / 100,00 |       | 11 / 11           |         | 69 / 69    |         |
| Eleitorado/Participação | Eleitorado/Participação                      | 213 280 | 58,63 / 100,00  | 3,04  |                   |         |            |         |

### Distrito de Portalegre
| Partido                 | Partido                                            | Votos   | %               | +/-  | Presidentes de CM | +/-     | Vereadores | +/-     |
| ----------------------- | -------------------------------------------------- | ------- | --------------- | ---- | ----------------- | ------- | ---------- | ------- |
|                         | Partido Socialista                                 | 34 495  | 46,70 / 100,00  | 0,48 | 7 / 15            | 3       | 38 / 81    | 5       |
|                         | Partido Social Democrata                           | 16 293  | 22,06 / 100,00  | 0,35 | 5 / 15            | 3       | 21 / 81    | 2       |
|                         | CDU – Coligação Democrática Unitária               | 14 522  | 19,66 / 100,00  | 3,56 | 3 / 15            | Estável | 15 / 81    | 4       |
|                         | Coligação Partido Social Democrata–Partido Popular | 5 163   | 6,99 / 100,00   | -    | 0 / 15            | -       | 7 / 81     | -       |
|                         | Partido Popular                                    | 435     | 0,59 / 100,00   | 1,89 | 0 / 15            | Estável | 0 / 81     | Estável |
|                         | Movimento O Partido da Terra                       | 161     | 0,22 / 100,00   | -    | 0 / 15            | -       | 0 / 81     | -       |
| Votos inválidos         | Votos inválidos                                    | 2 798   | 3,79 / 100,00   | 0,01 |                   |         |            |         |
| Total                   | Total                                              | 73 867  | 100,00 / 100,00 |      | 15 / 15           |         | 81 / 81    |         |
| Eleitorado/Participação | Eleitorado/Participação                            | 110 644 | 66,76 / 100,00  | 1,06 |                   |         |            |         |

### Distrito do Porto
| Partido                 | Partido                                              | Votos     | %               | +/-   | Presidentes de CM | +/-     | Vereadores | +/-     |
| ----------------------- | ---------------------------------------------------- | --------- | --------------- | ----- | ----------------- | ------- | ---------- | ------- |
|                         | Partido Socialista                                   | 314 176   | 36,57 / 100,00  | 7,35  | 6 / 18            | 2       | 63 / 158   | 7       |
|                         | Coligação Partido Social Democrata–Partido Popular   | 225 739   | 26,27 / 100,00  | 22,31 | 4 / 18            | 4       | 35 / 158   | 31      |
|                         | Partido Social Democrata                             | 195 518   | 22,76 / 100,00  | 13,47 | 7 / 18            | 1       | 52 / 158   | 14      |
|                         | CDU – Coligação Democrática Unitária                 | 49 516    | 5,76 / 100,00   | 0,56  | 0 / 18            | Estável | 3 / 158    | 2       |
|                         | Partido Popular                                      | 28 401    | 3,31 / 100,00   | 1,85  | 1 / 18            | Estável | 5 / 158    | 3       |
|                         | Bloco de Esquerda                                    | 10 028    | 1,17 / 100,00   | Novo  | 0 / 18            | Novo    | 0 / 158    | Novo    |
|                         | Partido Comunista dos Trabalhadores Portugueses      | 1 621     | 0,19 / 100,00   | 0,12  | 0 / 18            | Estável | 0 / 158    | Estável |
|                         | Grupos de cidadãos eleitores                         | 1 326     | 0,15 / 100,00   | Novo  | 0 / 18            | Novo    | 0 / 158    | Novo    |
|                         | Partido Humanista                                    | 1 131     | 0,13 / 100,00   | Novo  | 0 / 18            | Novo    | 0 / 158    | Novo    |
|                         | Coligação Partido Popular–Partido Popular Monárquico | 1 043     | 0,12 / 100,00   | Novo  | 0 / 18            | Novo    | 0 / 158    | Novo    |
| Votos inválidos         | Votos inválidos                                      | 30 653    | 3,57 / 100,00   | 0,08  |                   |         |            |         |
| Total                   | Total                                                | 859 152   | 100,00 / 100,00 |       | 18 / 18           | 1       | 158 / 158  | 9       |
| Eleitorado/Participação | Eleitorado/Participação                              | 1 428 022 | 60,16 / 100,00  | 1,95  |                   |         |            |         |

### Distrito de Santarém
| Partido                 | Partido                                            | Votos   | %               | +/-  | Presidentes de CM | +/-     | Vereadores | +/-  |
| ----------------------- | -------------------------------------------------- | ------- | --------------- | ---- | ----------------- | ------- | ---------- | ---- |
|                         | Partido Socialista                                 | 93 067  | 39,31 / 100,00  | 3,75 | 10 / 21           | 1       | 60 / 133   | 3    |
|                         | Partido Social Democrata                           | 70 026  | 29,58 / 100,00  | 0,97 | 6 / 21            | 1       | 37 / 133   | 2    |
|                         | CDU – Coligação Democrática Unitária               | 35 001  | 14,78 / 100,00  | 4,12 | 3 / 21            | 2       | 21 / 133   | 9    |
|                         | Bloco de Esquerda                                  | 9 064   | 3,83 / 100,00   | Novo | 1 / 21            | Novo    | 6 / 133    | Novo |
|                         | Partido Popular                                    | 8 978   | 3,79 / 100,00   | 0,39 | 0 / 21            | Estável | 0 / 133    | 1    |
|                         | Grupos de cidadãos eleitores                       | 5 752   | 2,43 / 100,00   | Novo | 1 / 21            | Novo    | 5 / 133    | Novo |
|                         | Coligação Partido Social Democrata–Partido Popular | 4 923   | 2,08 / 100,00   | -    | 0 / 21            | -       | 4 / 133    | -    |
| Votos inválidos         | Votos inválidos                                    | 9 951   | 4,20 / 100,00   | 0,31 |                   |         |            |      |
| Total                   | Total                                              | 236 762 | 100,00 / 100,00 |      | 21 / 21           |         | 133 / 133  | 2    |
| Eleitorado/Participação | Eleitorado/Participação                            | 389 560 | 60,78 / 100,00  | 0,64 |                   |         |            |      |

### Distrito de Setúbal
| Partido                 | Partido                                            | Votos   | %               | +/-  | Presidentes de CM | +/-     | Vereadores | +/-     |
| ----------------------- | -------------------------------------------------- | ------- | --------------- | ---- | ----------------- | ------- | ---------- | ------- |
|                         | CDU – Coligação Democrática Unitária               | 140 354 | 42,67 / 100,00  | 0,53 | 8 / 13            | 2       | 52 / 104   | Estável |
|                         | Partido Socialista                                 | 105 276 | 32,01 / 100,00  | 1,62 | 5 / 13            | 2       | 41 / 104   | Estável |
|                         | Partido Social Democrata                           | 38 250  | 11,63 / 100,00  | 2,57 | 0 / 13            | Estável | 9 / 104    | 1       |
|                         | Coligação Partido Social Democrata–Partido Popular | 12 606  | 3,83 / 100,00   | -    | 0 / 13            | -       | 3 / 104    | -       |
|                         | Bloco de Esquerda                                  | 6 318   | 1,92 / 100,00   | Novo | 0 / 13            | Novo    | 0 / 104    | Novo    |
|                         | Partido Popular                                    | 6 192   | 1,88 / 100,00   | 0,50 | 0 / 13            | Estável | 0 / 104    | Estável |
|                         | Partido Comunista dos Trabalhadores Portugueses    | 4 508   | 1,37 / 100,00   | 0,46 | 0 / 13            | Estável | 0 / 104    | Estável |
|                         | Grupos de cidadãos eleitores                       | 1 941   | 0,59 / 100,00   | Novo | 0 / 13            | Novo    | 0 / 104    | Novo    |
|                         | Movimento O Partido da Terra                       | 174     | 0,05 / 100,00   | -    | 0 / 13            | -       | 0 / 104    | -       |
|                         | Partido Humanista                                  | 109     | 0,03 / 100,00   | Novo | 0 / 13            | Novo    | 0 / 104    | Novo    |
| Votos inválidos         | Votos inválidos                                    | 13 166  | 4,00 / 100,00   | 0,25 |                   |         |            |         |
| Total                   | Total                                              | 328 894 | 100,00 / 100,00 |      | 13 / 13           |         | 104 / 104  | 1       |
| Eleitorado/Participação | Eleitorado/Participação                            | 654 194 | 50,27 / 100,00  | 0,99 |                   |         |            |         |

### Distrito de Viana do Castelo
| Partido                 | Partido                                            | Votos   | %               | +/-   | Presidentes de CM | +/-     | Vereadores | +/-  |
| ----------------------- | -------------------------------------------------- | ------- | --------------- | ----- | ----------------- | ------- | ---------- | ---- |
|                         | Partido Socialista                                 | 64 651  | 42,19 / 100,00  | 0,98  | 6 / 10            | 1       | 37 / 68    | 2    |
|                         | Partido Social Democrata                           | 29 481  | 19,24 / 100,00  | 13,58 | 3 / 10            | 1       | 17 / 68    | 8    |
|                         | Coligação Partido Social Democrata–Partido Popular | 26 334  | 17,19 / 100,00  | -     | 0 / 10            | -       | 9 / 68     | -    |
|                         | Grupos de cidadãos eleitores                       | 16 327  | 10,66 / 100,00  | Novo  | 1 / 10            | Novo    | 4 / 68     | Novo |
|                         | CDU – Coligação Democrática Unitária               | 8 912   | 5,82 / 100,00   | 1,59  | 0 / 10            | Estável | 1 / 68     | 1    |
|                         | Movimento O Partido da Terra                       | 1 049   | 0,68 / 100,00   | -     | 0 / 10            | -       | 0 / 68     | -    |
|                         | Bloco de Esquerda                                  | 614     | 0,40 / 100,00   | Novo  | 0 / 10            | Novo    | 0 / 68     | Novo |
|                         | Partido Popular                                    | 605     | 0,39 / 100,00   | 16,53 | 0 / 10            | 1       | 0 / 68     | 7    |
| Votos inválidos         | Votos inválidos                                    | 5 248   | 3,43 / 100,00   | 0,12  |                   |         |            |      |
| Total                   | Total                                              | 153 221 | 100,00 / 100,00 |       | 10 / 10           |         | 68 / 68    |      |
| Eleitorado/Participação | Eleitorado/Participação                            | 230 142 | 66,58 / 100,00  | 1,44  |                   |         |            |      |

### Distrito de Vila Real
| Partido                 | Partido                                            | Votos   | %               | +/-  | Presidentes de CM | +/-     | Vereadores | +/-     |
| ----------------------- | -------------------------------------------------- | ------- | --------------- | ---- | ----------------- | ------- | ---------- | ------- |
|                         | Partido Social Democrata                           | 66 057  | 45,33 / 100,00  | 2,54 | 7 / 14            | Estável | 39 / 84    | 4       |
|                         | Partido Socialista                                 | 58 709  | 40,28 / 100,00  | 1,97 | 5 / 14            | 2       | 37 / 84    | 2       |
|                         | Coligação Partido Social Democrata–Partido Popular | 7 609   | 5,22 / 100,00   | -    | 2 / 14            | -       | 7 / 84     | -       |
|                         | Partido Popular                                    | 4 944   | 3,39 / 100,00   | 1,24 | 0 / 14            | Estável | 1 / 84     | 1       |
|                         | CDU – Coligação Democrática Unitária               | 3 013   | 2,07 / 100,00   | 0,39 | 0 / 14            | Estável | 0 / 84     | Estável |
|                         | Movimento O Partido da Terra                       | 54      | 0,04 / 100,00   | -    | 0 / 14            | -       | 0 / 84     | -       |
|                         | Partido Comunista dos Trabalhadores Portugueses    | 39      | 0,03 / 100,00   | 0,01 | 0 / 14            | Estável | 0 / 84     | Estável |
| Votos inválidos         | Votos inválidos                                    | 5 311   | 3,64 / 100,00   | 0,09 |                   |         |            |         |
| Total                   | Total                                              | 145 736 | 100,00 / 100,00 |      | 14 / 14           |         | 84 / 84    |         |
| Eleitorado/Participação | Eleitorado/Participação                            | 222 315 | 65,55 / 100,00  | 0,76 |                   |         |            |         |

### Distrito de Viseu
| Partido                 | Partido                                            | Votos   | %               | +/-  | Presidentes de CM | +/-     | Vereadores | +/-  |
| ----------------------- | -------------------------------------------------- | ------- | --------------- | ---- | ----------------- | ------- | ---------- | ---- |
|                         | Partido Social Democrata                           | 116 519 | 50,06 / 100,00  | 0,58 | 15 / 24           | 1       | 78 / 148   | 4    |
|                         | Partido Socialista                                 | 78 440  | 33,70 / 100,00  | 1,14 | 8 / 24            | 1       | 58 / 148   | 3    |
|                         | Partido Popular                                    | 12 629  | 5,43 / 100,00   | 2,91 | 0 / 24            | Estável | 3 / 148    | 4    |
|                         | Coligação Partido Social Democrata–Partido Popular | 7 642   | 3,28 / 100,00   | -    | 1 / 24            | -       | 5 / 148    | -    |
|                         | CDU – Coligação Democrática Unitária               | 3 773   | 1,62 / 100,00   | 0,61 | 0 / 24            | Estável | 0 / 148    | 1    |
|                         | Grupos de cidadãos eleitores                       | 2 217   | 0,95 / 100,00   | Novo | 0 / 24            | Novo    | 2 / 148    | Novo |
|                         | Movimento O Partido da Terra                       | 2 015   | 0,87 / 100,00   | -    | 0 / 24            | -       | 2 / 148    | -    |
|                         | Bloco de Esquerda                                  | 1 091   | 0,47 / 100,00   | Novo | 0 / 24            | Novo    | 0 / 148    | Novo |
|                         | Partido Humanista                                  | 144     | 0,06 / 100,00   | Novo | 0 / 24            | Novo    | 0 / 148    | Novo |
| Votos inválidos         | Votos inválidos                                    | 8 300   | 3,57 / 100,00   | 0,19 |                   |         |            |      |
| Total                   | Total                                              | 232 770 | 100,00 / 100,00 |      | 24 / 24           |         | 148 / 148  |      |
| Eleitorado/Participação | Eleitorado/Participação                            | 351 153 | 66,29 / 100,00  | 1,08 |                   |         |            |      |

## Presidentes eleitos

### Região Autónoma dos Açores
| Concelho               | Partido | Partido                  | Presidente          | %    | Vereadores |
| ---------------------- | ------- | ------------------------ | ------------------- | ---- | ---------- |
| Angra do Heroísmo      |         | Partido Socialista       | Sérgio Ávila        | 59,5 | 5 / 7      |
| Calheta                |         | Partido Social Democrata | Duarte da Silveira  | 53,2 | 3 / 5      |
| Corvo                  |         | Partido Popular          | João Greves         | 44,2 | 2 / 5      |
| Horta                  |         | Partido Socialista       | Rui Goulart         | 46,4 | 4 / 7      |
| Lagoa                  |         | Partido Socialista       | Luís Mota           | 57,4 | 3 / 5      |
| Lajes das Flores       |         | Partido Social Democrata | João Lourenço       | 64,1 | 4 / 5      |
| Lajes do Pico          |         | Partido Social Democrata | Cláudio Lopes       | 59,8 | 3 / 5      |
| Madalena               |         | Partido Social Democrata | Jorge Rodrigues     | 59,6 | 3 / 5      |
| Nordeste               |         | Partido Social Democrata | José Carreiro       | 54,4 | 3 / 5      |
| Ponta Delgada          |         | Partido Social Democrata | Berta Cabral        | 50,7 | 5 / 9      |
| Povoação               |         | Partido Social Democrata | Francisco Álvares   | 46,7 | 3 / 5      |
| Praia da Vitória       |         | Partido Social Democrata | José Gomes          | 48,1 | 4 / 7      |
| Ribeira Grande         |         | Partido Social Democrata | António Costa       | 47,6 | 4 / 7      |
| Santa Cruz da Graciosa |         | Partido Social Democrata | José de Aguiar      | 57,1 | 3 / 5      |
| Santa Cruz das Flores  |         | Partido Socialista       | Manuel Pereira      | 34,3 | 2 / 5      |
| São Roque do Pico      |         | Partido Social Democrata | Manuel da Costa     | 49,7 | 3 / 5      |
| Velas                  |         | Partido Social Democrata | António da Silveira | 50,5 | 3 / 5      |
| Vila do Porto          |         | Partido Socialista       | Alberto Costa       | 57,7 | 3 / 5      |
| Vila Franca do Campo   |         | Partido Social Democrata | Rui Melo            | 52,6 | 3 / 5      |

### Distrito de Aveiro
| Concelho             | Partido | Partido                                            | Presidente             | %    | Vereadores |
| -------------------- | ------- | -------------------------------------------------- | ---------------------- | ---- | ---------- |
| Águeda               |         | Partido Social Democrata                           | Manuel Azevedo         | 58,0 | 5 / 7      |
| Albergaria-a-Velha   |         | Partido Social Democrata                           | João Pereira           | 42,3 | 4 / 7      |
| Anadia               |         | Partido Social Democrata                           | Litério Marques        | 59,6 | 5 / 7      |
| Arouca               |         | Partido Socialista                                 | José de Pinho Oliveira | 53,9 | 5 / 7      |
| Aveiro               |         | Partido Socialista                                 | Alberto Miranda        | 50,6 | 5 / 9      |
| Castelo de Paiva     |         | Partido Social Democrata                           | Paulo Teixeira         | 59,4 | 4 / 7      |
| Espinho              |         | Partido Socialista                                 | José Mota              | 45,7 | 4 / 7      |
| Estarreja            |         | Coligação Partido Social Democrata–Partido Popular | José de Matos          | 47,4 | 4 / 7      |
| Ílhavo               |         | Partido Social Democrata                           | Ribau Esteves          | 65,7 | 6 / 7      |
| Mealhada             |         | Partido Socialista                                 | Carlos Cabral          | 42,9 | 4 / 7      |
| Murtosa              |         | Partido Social Democrata                           | António Sousa          | 63,6 | 4 / 5      |
| Oliveira de Azeméis  |         | Partido Social Democrata                           | Ápio Assunção          | 56,2 | 6 / 9      |
| Oliveira do Bairro   |         | Partido Popular                                    | Acílio Gala            | 51,7 | 4 / 7      |
| Ovar                 |         | Partido Socialista                                 | Armando Alves          | 44,7 | 4 / 7      |
| Santa Maria da Feira |         | Partido Social Democrata                           | Alfredo Henriques      | 50,8 | 7 / 11     |
| São João da Madeira  |         | Partido Social Democrata                           | Manuel Castro Almeida  | 44,6 | 4 / 7      |
| Sever do Vouga       |         | Partido Socialista                                 | Manuel Soares          | 57,7 | 4 / 7      |
| Vagos                |         | Partido Social Democrata                           | Rui da Cruz            | 49,0 | 4 / 7      |
| Vale de Cambra       |         | Partido Social Democrata                           | Eduardo Coelho         | 36,5 | 3 / 7      |

### Distrito de Beja
| Concelho             | Partido | Partido                              | Presidente           | %    | Vereadores |
| -------------------- | ------- | ------------------------------------ | -------------------- | ---- | ---------- |
| Aljustrel            |         | CDU – Coligação Democrática Unitária | António Godinho      | 57,0 | 3 / 5      |
| Almodôvar            |         | Partido Social Democrata             | António Sebastião    | 48,4 | 3 / 5      |
| Alvito               |         | Partido Socialista                   | António Paiva        | 45,4 | 2 / 5      |
| Barrancos            |         | Partido Socialista                   | Nelson Berjano       | 47,0 | 3 / 5      |
| Beja                 |         | CDU – Coligação Democrática Unitária | José Marques         | 42,6 | 3 / 7      |
| Castro Verde         |         | CDU – Coligação Democrática Unitária | Fernando Caeiros     | 56,0 | 3 / 5      |
| Cuba                 |         | Partido Socialista                   | Francisco Orelha     | 58,9 | 3 / 5      |
| Ferreira do Alentejo |         | Partido Socialista                   | Luís Pita Ameixa     | 52,1 | 3 / 5      |
| Mértola              |         | Partido Socialista                   | Jorge Pulido Valente | 47,4 | 3 / 5      |
| Moura                |         | CDU – Coligação Democrática Unitária | José Pós-de-Mina     | 41,1 | 3 / 7      |
| Odemira              |         | Partido Socialista                   | António Coelho       | 53,0 | 4 / 7      |
| Ourique              |         | Partido Social Democrata             | José dos Santos      | 43,6 | 3 / 5      |
| Serpa                |         | CDU – Coligação Democrática Unitária | João Rocha           | 55,1 | 5 / 7      |
| Vidigueira           |         | Partido Socialista                   | José Barbosa         | 50,0 | 3 / 5      |

### Distrito de Braga
| Concelho               | Partido | Partido                                            | Presidente         | %    | Vereadores |
| ---------------------- | ------- | -------------------------------------------------- | ------------------ | ---- | ---------- |
| Amares                 |         | Partido Socialista                                 | José Barbosa       | 51,9 | 4 / 7      |
| Barcelos               |         | Partido Social Democrata                           | Fernando Reis      | 51,1 | 5 / 9      |
| Braga                  |         | Partido Socialista                                 | Mesquita Machado   | 47,7 | 6 / 11     |
| Cabeceiras de Basto    |         | Partido Socialista                                 | Joaquim Barreto    | 55,4 | 4 / 7      |
| Celorico de Basto      |         | Partido Social Democrata                           | Albertino Silva    | 59,0 | 5 / 7      |
| Esposende              |         | Partido Social Democrata                           | Fernando Cepa      | 56,5 | 5 / 7      |
| Fafe                   |         | Partido Socialista                                 | José Ribeiro       | 58,0 | 5 / 7      |
| Guimarães              |         | Partido Socialista                                 | António Magalhães  | 50,0 | 6 / 11     |
| Póvoa de Lanhoso       |         | Partido Socialista                                 | João de Faria      | 63,1 | 5 / 7      |
| Terras de Bouro        |         | Partido Social Democrata                           | António Afonso     | 42,9 | 2 / 5      |
| Vieira do Minho        |         | Partido Socialista                                 | Manuel de Matos    | 47,8 | 4 / 7      |
| Vila Nova de Famalicão |         | Coligação Partido Social Democrata–Partido Popular | Armindo Costa      | 46,8 | 6 / 11     |
| Vila Verde             |         | Partido Social Democrata                           | José Fernandes     | 70,5 | 5 / 7      |
| Vizela                 |         | Partido Socialista                                 | Francisco Ferreira | 50,8 | 5 / 7      |

### Distrito de Bragança
| Concelho                 | Partido | Partido                                            | Presidente          | %    | Vereadores |
| ------------------------ | ------- | -------------------------------------------------- | ------------------- | ---- | ---------- |
| Alfândega da Fé          |         | Coligação Partido Social Democrata–Partido Popular | João Sarmento       | 50,2 | 3 / 5      |
| Bragança                 |         | Partido Social Democrata                           | António Jorge Nunes | 61,9 | 5 / 7      |
| Carrazeda de Ansiães     |         | Partido Social Democrata                           | Eugénio de Castro   | 58,6 | 3 / 5      |
| Freixo de Espada à Cinta |         | Partido Social Democrata                           | Edgar Gata          | 54,6 | 3 / 5      |
| Macedo de Cavaleiros     |         | Coligação Partido Social Democrata–Partido Popular | Beraldino Pinto     | 50,5 | 4 / 7      |
| Miranda do Douro         |         | Partido Social Democrata                           | Manuel Martins      | 56,6 | 3 / 5      |
| Mirandela                |         | Partido Social Democrata                           | José Silvano        | 41,3 | 3 / 7      |
| Mogadouro                |         | Partido Social Democrata                           | António Machado     | 50,1 | 4 / 7      |
| Torre de Moncorvo        |         | Partido Socialista                                 | Fernando Ferreira   | 47,8 | 4 / 7      |
| Vila Flor                |         | Partido Socialista                                 | Artur Pimentel      | 56,7 | 3 / 5      |
| Vimioso                  |         | Partido Social Democrata                           | José Rodrigues      | 49,1 | 3 / 5      |
| Vinhais                  |         | Partido Socialista                                 | José Taveira        | 60,7 | 5 / 7      |

### Distrito de Castelo Branco
| Concelho            | Partido | Partido                     | Presidente         | %    | Vereadores |
| ------------------- | ------- | --------------------------- | ------------------ | ---- | ---------- |
| Belmonte            |         | Partido Socialista          | Amândio Melo       | 49,5 | 3 / 5      |
| Castelo Branco      |         | Partido Socialista          | Joaquim Dias       | 70,7 | 6 / 7      |
| Covilhã             |         | Partido Social Democrata    | Carlos Pinto       | 66,0 | 6 / 7      |
| Fundão              |         | Partido Social Democrata    | Manuel Frexes      | 55,2 | 5 / 7      |
| Idanha-a-Nova       |         | Partido Socialista          | Álvaro Rocha       | 45,8 | 4 / 7      |
| Oleiros             |         | Partido Social Democrata    | José Marques       | 64,6 | 4 / 5      |
| Penamacor           |         | Grupo de cidadãos eleitores | Domingos Torrão    | 46,0 | 3 / 5      |
| Proença-a-Nova      |         | Partido Social Democrata    | Diamantino André   | 50,5 | 3 / 5      |
| Sertã               |         | Partido Socialista          | José Farinha       | 29,9 | 3 / 7      |
| Vila de Rei         |         | Partido Social Democrata    | Maria Irene Barata | 48,4 | 3 / 5      |
| Vila Velha de Ródão |         | Partido Socialista          | Maria Sequeira     | 58,5 | 3 / 5      |

### Distrito de Coimbra
| Concelho             | Partido | Partido                                                                       | Presidente           | %    | Vereadores |
| -------------------- | ------- | ----------------------------------------------------------------------------- | -------------------- | ---- | ---------- |
| Arganil              |         | Partido Socialista                                                            | Rui da Silva         | 47,1 | 4 / 7      |
| Cantanhede           |         | Partido Social Democrata                                                      | Jorge dos Santos     | 64,8 | 5 / 7      |
| Coimbra              |         | Coligação Partido Social Democrata–Partido Popular–Partido Popular Monárquico | Carlos Encarnação    | 50,8 | 6 / 11     |
| Condeixa-a-Nova      |         | Partido Socialista                                                            | Jorge Bento          | 47,2 | 4 / 7      |
| Figueira da Foz      |         | Partido Social Democrata                                                      | António Duarte Silva | 51,7 | 6 / 9      |
| Góis                 |         | Partido Socialista                                                            | João Vitorino        | 56,2 | 3 / 5      |
| Lousã                |         | Partido Socialista                                                            | Fernando Carvalho    | 66,7 | 6 / 7      |
| Mira                 |         | Partido Social Democrata                                                      | Mário Maduro         | 51,5 | 4 / 7      |
| Miranda do Corvo     |         | Partido Social Democrata                                                      | Maria Ferreira       | 47,7 | 4 / 7      |
| Montemor-o-Velho     |         | Coligação Partido Socialista Democrata–Partido Popular                        | Luís Leal            | 51,7 | 4 / 7      |
| Oliveira do Hospital |         | Partido Social Democrata                                                      | Mário Alves          | 49,3 | 4 / 7      |
| Pampilhosa da Serra  |         | Partido Social Democrata                                                      | Hermano de Almeida   | 72,8 | 4 / 5      |
| Penacova             |         | Partido Social Democrata                                                      | Maurício Marques     | 53,7 | 4 / 7      |
| Penela               |         | Partido Social Democrata                                                      | Fernando Antunes     | 52,8 | 3 / 5      |
| Soure                |         | Partido Social Democrata                                                      | João Gouveia         | 61,8 | 5 / 7      |
| Tábua                |         | Partido Socialista                                                            | Francisco Portela    | 51,6 | 4 / 7      |
| Vila Nova de Poiares |         | Partido Social Democrata                                                      | Jaime Marta Soares   | 60,6 | 3 / 5      |

### Distrito de Évora
| Concelho              | Partido | Partido                              | Presidente         | %    | Vereadores |
| --------------------- | ------- | ------------------------------------ | ------------------ | ---- | ---------- |
| Alandroal             |         | Partido Socialista                   | João Nabais        | 47,8 | 3 / 5      |
| Arraiolos             |         | CDU – Coligação Democrática Unitária | Jerónimo Loios     | 60,9 | 4 / 5      |
| Borba                 |         | Partido Socialista                   | Ângelo de Sá       | 56,4 | 3 / 5      |
| Estremoz              |         | CDU – Coligação Democrática Unitária | Luís Mourinha      | 38,3 | 3 / 7      |
| Évora                 |         | Partido Socialista                   | José d'Oliveira    | 45,2 | 4 / 7      |
| Montemor-o-Novo       |         | CDU – Coligação Democrática Unitária | Carlos Pinto de Sá | 50,8 | 4 / 7      |
| Mora                  |         | CDU – Coligação Democrática Unitária | José Sinogas       | 51,0 | 3 / 5      |
| Mourão                |         | Partido Socialista                   | José Lopes         | 56,5 | 4 / 5      |
| Portel                |         | Partido Socialista                   | Norberto Patinho   | 48,8 | 3 / 5      |
| Redondo               |         | CDU – Coligação Democrática Unitária | Alfredo Barroso    | 48,4 | 3 / 5      |
| Reguengos de Monsaraz |         | Partido Socialista                   | Victor Martelo     | 49,0 | 3 / 5      |
| Vendas Novas          |         | CDU – Coligação Democrática Unitária | João Ribeiro       | 54,0 | 5 / 7      |
| Viana do Alentejo     |         | CDU – Coligação Democrática Unitária | Estêvão Pereira    | 50,6 | 3 / 5      |
| Vila Viçosa           |         | CDU – Coligação Democrática Unitária | Manuel Condenado   | 39,4 | 2 / 5      |

### Distrito de Faro
| Concelho                   | Partido | Partido                  | Presidente              | %    | Vereadores |
| -------------------------- | ------- | ------------------------ | ----------------------- | ---- | ---------- |
| Albufeira                  |         | Partido Social Democrata | Desidério da Silva      | 48,0 | 4 / 7      |
| Alcoutim                   |         | Partido Social Democrata | Francisco Amaral        | 55,3 | 3 / 5      |
| Aljezur                    |         | Partido Socialista       | Manuel Marreiros        | 60,2 | 3 / 5      |
| Castro Marim               |         | Partido Social Democrata | José Estevens           | 48,9 | 3 / 5      |
| Faro                       |         | Partido Social Democrata | José Vitorino           | 42,5 | 4 / 7      |
| Lagoa                      |         | Partido Social Democrata | Joaquim Rego            | 54,2 | 4 / 7      |
| Lagos                      |         | Partido Socialista       | Júlio Barroso           | 43,9 | 4 / 7      |
| Loulé                      |         | Partido Social Democrata | Sebastião Seruca Emídio | 46,8 | 4 / 7      |
| Monchique                  |         | Partido Socialista       | Carlos Tuta             | 54,9 | 3 / 5      |
| Olhão                      |         | Partido Socialista       | Francisco Leal          | 48,8 | 4 / 7      |
| Portimão                   |         | Partido Socialista       | Manuel da Luz           | 50,8 | 4 / 7      |
| São Brás de Alportel       |         | Partido Socialista       | António Eusébio         | 42,3 | 3 / 5      |
| Silves                     |         | Partido Social Democrata | Maria Soares            | 42,5 | 4 / 7      |
| Tavira                     |         | Partido Social Democrata | Macário Correia         | 54,0 | 4 / 7      |
| Vila do Bispo              |         | Partido Social Democrata | Gilberto Viegas         | 43,0 | 2 / 5      |
| Vila Real de Santo António |         | Partido Socialista       | António Murta           | 37,0 | 3 / 7      |

### Distrito da Guarda
| Concelho                    | Partido | Partido                                            | Presidente       | %    | Vereadores |
| --------------------------- | ------- | -------------------------------------------------- | ---------------- | ---- | ---------- |
| Aguiar da Beira             |         | Partido Social Democrata                           | Augusto Andrade  | 52,8 | 3 / 5      |
| Almeida                     |         | Partido Social Democrata                           | José Reis        | 53,3 | 3 / 5      |
| Celorico da Beira           |         | Movimento O Partido da Terra                       | Júlio dos Santos | 45,8 | 2 / 5      |
| Figueira de Castelo Rodrigo |         | Partido Social Democrata                           | Armando Lopes    | 52,6 | 3 / 5      |
| Fornos de Algodres          |         | Partido Social Democrata                           | José Miranda     | 70,9 | 4 / 5      |
| Gouveia                     |         | Partido Social Democrata                           | Álvaro Amaro     | 48,1 | 4 / 7      |
| Guarda                      |         | Partido Socialista                                 | Maria Borges     | 47,7 | 4 / 7      |
| Manteigas                   |         | Partido Social Democrata                           | José Biscaia     | 51,5 | 3 / 5      |
| Mêda                        |         | Partido Social Democrata                           | João Pinto       | 50,6 | 3 / 5      |
| Pinhel                      |         | Partido Social Democrata                           | António Ruas     | 45,9 | 4 / 7      |
| Sabugal                     |         | Coligação Partido Social Democrata–Partido Popular | António Morgado  | 51,1 | 4 / 7      |
| Seia                        |         | Partido Socialista                                 | Eduardo de Brito | 59,0 | 5 / 7      |
| Trancoso                    |         | Partido Social Democrata                           | Júlio Sarmento   | 53,1 | 4 / 7      |
| Vila Nova de Foz Coa        |         | Partido Social Democrata                           | Soterto Ribeiro  | 48,2 | 3 / 5      |

### Distrito de Leiria
| Concelho            | Partido | Partido                  | Presidente        | %    | Vereadores |
| ------------------- | ------- | ------------------------ | ----------------- | ---- | ---------- |
| Alcobaça            |         | Partido Social Democrata | José Sapinho      | 46,9 | 4 / 7      |
| Alvaiázere          |         | Partido Social Democrata | Álvaro Simões     | 73,0 | 4 / 5      |
| Ansião              |         | Partido Social Democrata | Fernando Marques  | 58,8 | 5 / 7      |
| Batalha             |         | Partido Social Democrata | António Lucas     | 70,4 | 6 / 7      |
| Bombarral           |         | Partido Social Democrata | António Álvaro    | 29,3 | 2 / 7      |
| Caldas da Rainha    |         | Partido Social Democrata | Fernando da Costa | 54,1 | 5 / 7      |
| Castanheira de Pera |         | Partido Socialista       | Pedro Henriques   | 60,8 | 3 / 5      |
| Figueiró dos Vinhos |         | Partido Socialista       | Fernando Manata   | 57,9 | 3 / 5      |
| Leiria              |         | Partido Social Democrata | Isabel Damasceno  | 52,0 | 5 / 9      |
| Marinha Grande      |         | Partido Socialista       | Álvaro Órfão      | 38,2 | 3 / 7      |
| Nazaré              |         | Partido Social Democrata | Jorge Barroso     | 47,6 | 4 / 7      |
| Óbidos              |         | Partido Social Democrata | Telmo Faria       | 49,9 | 3 / 5      |
| Pedrógão Grande     |         | Partido Social Democrata | João Marques      | 62,6 | 3 / 5      |
| Peniche             |         | Partido Socialista       | Jorge Gonçalves   | 39,4 | 3 / 7      |
| Pombal              |         | Partido Social Democrata | Narciso Mota      | 60,0 | 5 / 7      |
| Porto de Mós        |         | Partido Social Democrata | José Ferreira     | 59,9 | 5 / 7      |

### Distrito de Lisboa
| Concelho               | Partido | Partido                                                       | Presidente           | %    | Vereadores |
| ---------------------- | ------- | ------------------------------------------------------------- | -------------------- | ---- | ---------- |
| Alenquer               |         | Partido Socialista                                            | Álvaro Pedro         | 49,5 | 4 / 7      |
| Amadora                |         | Partido Socialista                                            | Joaquim Raposo       | 45,5 | 6 / 11     |
| Arruda dos Vinhos      |         | Partido Social Democrata                                      | Carlos Lourenço      | 49,2 | 3 / 5      |
| Azambuja               |         | Partido Socialista                                            | Joaquim Ramos        | 44,1 | 4 / 7      |
| Cadaval                |         | Partido Social Democrata                                      | Aristides Sécio      | 45,5 | 4 / 7      |
| Cascais                |         | Coligação Partido Social Democrata–Partido Popular            | António Capucho      | 52,2 | 7 / 11     |
| Lisboa                 |         | Coligação Partido Social Democrata–Partido Popular Monárquico | Pedro Santana Lopes  | 42,0 | 8 / 17     |
| Loures                 |         | Partido Socialista                                            | Carlos Teixeira      | 37,0 | 5 / 11     |
| Lourinhã               |         | Partido Socialista                                            | José Manuel Custódio | 51,5 | 4 / 7      |
| Mafra                  |         | Partido Social Democrata                                      | José dos Santos      | 52,0 | 4 / 7      |
| Odivelas               |         | Partido Socialista                                            | Manuel Varges        | 41,0 | 5 / 11     |
| Oeiras                 |         | Partido Social Democrata                                      | Isaltino Morais      | 55,0 | 7 / 11     |
| Sintra                 |         | Coligação Partido Social Democrata–Partido Popular            | Fernando Seara       | 39,2 | 5 / 11     |
| Sobral de Monte Agraço |         | CDU – Coligação Democrática Unitária                          | António Bogalho      | 57,7 | 4 / 5      |
| Torres Vedras          |         | Partido Socialista                                            | Jacinto Leandro      | 41,7 | 4 / 9      |
| Vila Franca de Xira    |         | Partido Socialista                                            | Maria Rosinha        | 46,6 | 5 / 9      |

### Região Autónoma da Madeira
| Concelho        | Partido | Partido                  | Presidente         | %    | Vereadores |
| --------------- | ------- | ------------------------ | ------------------ | ---- | ---------- |
| Calheta         |         | Partido Social Democrata | Manuel de Castro   | 65,0 | 5 / 7      |
| Câmara de Lobos |         | Partido Social Democrata | Arlindo Gomes      | 64,3 | 6 / 7      |
| Funchal         |         | Partido Social Democrata | Miguel Albuquerque | 55,7 | 6 / 9      |
| Machico         |         | Partido Social Democrata | Emanuel Gomes      | 52,6 | 4 / 7      |
| Ponta do Sol    |         | Partido Social Democrata | António Lobo       | 58,4 | 3 / 5      |
| Porto Moniz     |         | Partido Social Democrata | Gabriel Farinha    | 58,1 | 3 / 5      |
| Porto Santo     |         | Partido Social Democrata | Roberto da Silva   | 73,0 | 4 / 5      |
| Ribeira Brava   |         | Partido Social Democrata | José Fernandes     | 75,6 | 6 / 7      |
| Santa Cruz      |         | Partido Social Democrata | José Correia       | 59,0 | 5 / 7      |
| Santana         |         | Partido Social Democrata | Carlos Pereira     | 58,8 | 3 / 5      |
| São Vicente     |         | Partido Social Democrata | João Mendes        | 64,8 | 4 / 5      |

### Distrito de Portalegre
| Concelho        | Partido | Partido                              | Presidente      | %    | Vereadores |
| --------------- | ------- | ------------------------------------ | --------------- | ---- | ---------- |
| Alter do Chão   |         | Partido Social Democrata             | António Cruz    | 48,4 | 3 / 5      |
| Arronches       |         | Partido Socialista                   | Gil Romão       | 54,0 | 3 / 5      |
| Avis            |         | CDU – Coligação Democrática Unitária | Manuel Coelho   | 56,9 | 4 / 5      |
| Campo Maior     |         | Partido Socialista                   | João Burrica    | 47,0 | 3 / 5      |
| Castelo de Vide |         | Partido Social Democrata             | António Ribeiro | 44,2 | 3 / 5      |
| Crato           |         | Partido Socialista                   | José da Luz     | 42,8 | 2 / 5      |
| Elvas           |         | Partido Socialista                   | Rondão Almeida  | 73,7 | 6 / 7      |
| Fronteira       |         | Partido Social Democrata             | Pedro Lancha    | 61,5 | 4 / 5      |
| Gavião          |         | Partido Socialista                   | Jorge de Jesus  | 57,5 | 3 / 5      |
| Marvão          |         | Partido Socialista                   | Manuel Bogalho  | 48,0 | 3 / 5      |
| Monforte        |         | CDU – Coligação Democrática Unitária | Rui da Silva    | 42,0 | 2 / 5      |
| Nisa            |         | CDU – Coligação Democrática Unitária | Maria Tsukamoto | 36,4 | 2 / 5      |
| Ponte de Sor    |         | Partido Socialista                   | João Pinto      | 52,8 | 4 / 7      |
| Portalegre      |         | Partido Social Democrata             | Mata Cáceres    | 42,5 | 3 / 7      |
| Sousel          |         | Partido Social Democrata             | Jorge Carrilho  | 42,6 | 3 / 5      |

### Distrito do Porto
| Concelho           | Partido | Partido                                            | Presidente              | %    | Vereadores |
| ------------------ | ------- | -------------------------------------------------- | ----------------------- | ---- | ---------- |
| Amarante           |         | Partido Socialista                                 | Armindo Abreu           | 46,7 | 4 / 7      |
| Baião              |         | Partido Social Democrata                           | Emília da Silva         | 48,9 | 4 / 7      |
| Felgueiras         |         | Partido Socialista                                 | Fátima Felgueiras       | 52,7 | 4 / 7      |
| Gondomar           |         | Partido Social Democrata                           | Valentim Loureiro       | 59,2 | 7 / 11     |
| Lousada            |         | Partido Socialista                                 | Jorge Magalhães         | 62,3 | 5 / 7      |
| Maia               |         | Coligação Partido Social Democrata–Partido Popular | José Vieira de Carvalho | 56,3 | 6 / 9      |
| Marco de Canaveses |         | Partido Popular                                    | Avelino Ferreira Torres | 52,0 | 4 / 7      |
| Matosinhos         |         | Partido Socialista                                 | Narciso Miranda         | 54,1 | 6 / 11     |
| Paços de Ferreira  |         | Partido Social Democrata                           | Arménio Pereira         | 56,6 | 5 / 7      |
| Paredes            |         | Partido Social Democrata                           | José da Fonseca         | 61,9 | 7 / 9      |
| Penafiel           |         | Coligação Partido Social Democrata–Partido Popular | Alberto Santos          | 50,3 | 5 / 9      |
| Porto              |         | Coligação Partido Social Democrata–Partido Popular | Rui Rio                 | 42,8 | 6 / 13     |
| Póvoa de Varzim    |         | Partido Social Democrata                           | José Vieira             | 64,6 | 7 / 9      |
| Santo Tirso        |         | Partido Socialista                                 | António Fernandes       | 48,3 | 5 / 9      |
| Trofa              |         | Partido Social Democrata                           | Bernardino Vasconcelos  | 64,5 | 5 / 7      |
| Valongo            |         | Partido Social Democrata                           | Fernando de Melo        | 56,1 | 6 / 9      |
| Vila do Conde      |         | Partido Socialista                                 | Mário Almeida           | 53,6 | 5 / 9      |
| Vila Nova de Gaia  |         | Coligação Partido Social Democrata–Partido Popular | Luís Filipe Menezes     | 60,3 | 8 / 11     |

### Distrito de Santarém
| Concelho               | Partido | Partido                              | Presidente          | %    | Vereadores |
| ---------------------- | ------- | ------------------------------------ | ------------------- | ---- | ---------- |
| Abrantes               |         | Partido Socialista                   | Nélson de Carvalho  | 47,7 | 4 / 7      |
| Alcanena               |         | Grupo de cidadãos eleitores          | Luís Azevedo        | 57,8 | 5 / 7      |
| Almeirim               |         | Partido Socialista                   | José Gomes          | 58,6 | 5 / 7      |
| Alpiarça               |         | Partido Socialista                   | Joaquim do Céu      | 62,1 | 4 / 5      |
| Benavente              |         | CDU – Coligação Democrática Unitária | António Ganhão      | 53,0 | 4 / 7      |
| Cartaxo                |         | Partido Socialista                   | Paulo Caldas        | 56,6 | 5 / 7      |
| Chamusca               |         | CDU – Coligação Democrática Unitária | Sérgio Carrinho     | 47,4 | 2 / 5      |
| Constância             |         | CDU – Coligação Democrática Unitária | António Mendes      | 61,3 | 4 / 5      |
| Coruche                |         | Partido Socialista                   | Dionísio Mendes     | 42,5 | 3 / 7      |
| Entroncamento          |         | Partido Social Democrata             | Jaime Ramos         | 39,2 | 3 / 7      |
| Ferreira do Zêzere     |         | Partido Social Democrata             | Luís Pereira        | 51,8 | 3 / 5      |
| Golegã                 |         | Partido Socialista                   | José Maltez         | 73,9 | 4 / 5      |
| Mação                  |         | Partido Social Democrata             | José Rocha          | 52,9 | 3 / 5      |
| Ourém                  |         | Partido Social Democrata             | David Catarino      | 48,2 | 4 / 7      |
| Rio Maior              |         | Partido Socialista                   | Silvino Sequeira    | 53,2 | 4 / 7      |
| Salvaterra de Magos    |         | Bloco de Esquerda                    | Ana Ribeiro         | 55,2 | 5 / 7      |
| Santarém               |         | Partido Socialista                   | Rui Barreiro        | 42,6 | 4 / 9      |
| Sardoal                |         | Partido Social Democrata             | Fernando Moleirinho | 67,3 | 4 / 5      |
| Tomar                  |         | Partido Social Democrata             | António Paiva       | 62,8 | 5 / 7      |
| Torres Novas           |         | Partido Socialista                   | António Rodrigues   | 47,6 | 4 / 7      |
| Vila Nova da Barquinha |         | Partido Socialista                   | Vítor Pombeiro      | 59,8 | 4 / 5      |

### Distrito de Setúbal
| Concelho          | Partido | Partido                              | Presidente            | %    | Vereadores |
| ----------------- | ------- | ------------------------------------ | --------------------- | ---- | ---------- |
| Alcácer do Sal    |         | CDU – Coligação Democrática Unitária | Manuel Brito          | 56,6 | 5 / 7      |
| Alcochete         |         | Partido Socialista                   | José Inocêncio        | 47,3 | 4 / 7      |
| Almada            |         | CDU – Coligação Democrática Unitária | Maria Emília de Sousa | 41,4 | 6 / 11     |
| Barreiro          |         | Partido Socialista                   | Emídio Xavier         | 41,3 | 4 / 9      |
| Grândola          |         | Partido Socialista                   | Carlos Beato          | 44,0 | 4 / 7      |
| Moita             |         | CDU – Coligação Democrática Unitária | João de Almeida       | 41,4 | 5 / 9      |
| Montijo           |         | Partido Socialista                   | Maria Antunes         | 53,4 | 5 / 7      |
| Palmela           |         | CDU – Coligação Democrática Unitária | Ana de Sá             | 45,5 | 4 / 7      |
| Santiago do Cacém |         | CDU – Coligação Democrática Unitária | Vítor Proença         | 40,1 | 3 / 7      |
| Seixal            |         | CDU – Coligação Democrática Unitária | Alfredo da Costa      | 47,7 | 6 / 11     |
| Sesimbra          |         | Partido Socialista                   | Amadeu Penim          | 40,9 | 3 / 7      |
| Setúbal           |         | CDU – Coligação Democrática Unitária | Carlos Sousa          | 52,3 | 6 / 9      |
| Sines             |         | CDU – Coligação Democrática Unitária | Manuel Carvalho       | 48,4 | 4 / 7      |

### Distrito de Viana do Castelo
| Concelho              | Partido | Partido                     | Presidente          | %    | Vereadores |
| --------------------- | ------- | --------------------------- | ------------------- | ---- | ---------- |
| Arcos de Valdevez     |         | Partido Social Democrata    | Francisco de Araújo | 67,4 | 5 / 7      |
| Caminha               |         | Partido Social Democrata    | Júlia Costa         | 46,7 | 4 / 7      |
| Melgaço               |         | Partido Socialista          | António Solheiro    | 71,3 | 6 / 7      |
| Monção                |         | Partido Socialista          | José Moreira        | 71,9 | 6 / 7      |
| Paredes de Coura      |         | Partido Socialista          | António Júnior      | 53,1 | 3 / 5      |
| Ponte da Barca        |         | Partido Social Democrata    | António de Oliveira | 48,5 | 4 / 7      |
| Ponte de Lima         |         | Grupo de cidadãos eleitores | Daniel Campelo      | 57,4 | 4 / 7      |
| Valença               |         | Partido Socialista          | José Rodrigues      | 43,6 | 4 / 7      |
| Viana do Castelo      |         | Partido Socialista          | Defensor Moura      | 51,2 | 5 / 9      |
| Vila Nova de Cerveira |         | Partido Socialista          | José Carpinteira    | 63,4 | 4 / 5      |

### Distrito de Vila Real
| Concelho                 | Partido | Partido                                            | Presidente         | %    | Vereadores |
| ------------------------ | ------- | -------------------------------------------------- | ------------------ | ---- | ---------- |
| Alijó                    |         | Partido Socialista                                 | José Carcarejo     | 46,4 | 4 / 7      |
| Boticas                  |         | Partido Social Democrata                           | Fernando Campos    | 63,7 | 4 / 5      |
| Chaves                   |         | Partido Social Democrata                           | João Batista       | 51,1 | 4 / 7      |
| Mesão Frio               |         | Partido Social Democrata                           | Marco da Silva     | 52,7 | 3 / 5      |
| Mondim de Basto          |         | Partido Social Democrata                           | Fernando de Moura  | 44,5 | 3 / 5      |
| Montalegre               |         | Partido Socialista                                 | Fernando Rodrigues | 46,7 | 4 / 7      |
| Murça                    |         | Partido Socialista                                 | João Fernandes     | 45,1 | 3 / 5      |
| Peso da Régua            |         | Partido Socialista                                 | Vítor de Almeida   | 49,0 | 4 / 7      |
| Ribeira de Pena          |         | Coligação Partido Social Democrata–Partido Popular | Agostinho Pinto    | 48,9 | 3 / 5      |
| Sabrosa                  |         | Partido Social Democrata                           | Orlando Vaz        | 53,1 | 3 / 5      |
| Santa Marta de Penaguião |         | Partido Socialista                                 | Francisco Ribeiro  | 62,5 | 4 / 5      |
| Valpaços                 |         | Partido Social Democrata                           | Francisco Tavares  | 62,8 | 5 / 7      |
| Vila Pouca de Aguiar     |         | Coligação Partido Social Democrata–Partido Popular | Domingos Dias      | 47,3 | 4 / 7      |
| Vila Real                |         | Partido Social Democrata                           | Manuel Martins     | 56,9 | 5 / 7      |

### Distrito de Viseu
| Concelho              | Partido | Partido                                            | Presidente                | %    | Vereadores |
| --------------------- | ------- | -------------------------------------------------- | ------------------------- | ---- | ---------- |
| Armamar               |         | Partido Social Democrata                           | Hernâni Almeida           | 65,6 | 4 / 5      |
| Carregal do Sal       |         | Partido Social Democrata                           | Atílio Nunes              | 61,1 | 4 / 5      |
| Castro Daire          |         | Partido Social Democrata                           | João Pereira              | 54,7 | 4 / 7      |
| Cinfães               |         | Partido Socialista                                 | José Pinto                | 44,2 | 4 / 7      |
| Lamego                |         | Partido Socialista                                 | José Santos               | 39,7 | 3 / 7      |
| Mangualde             |         | Coligação Partido Social Democrata–Partido Popular | António Marques           | 62,8 | 5 / 7      |
| Moimenta da Beira     |         | Partido Social Democrata                           | José Correia              | 51,3 | 4 / 7      |
| Mortágua              |         | Partido Socialista                                 | Afonso Abrantes           | 52,0 | 3 / 5      |
| Nelas                 |         | Partido Socialista                                 | José Correia              | 46,7 | 4 / 7      |
| Oliveira de Frades    |         | Partido Social Democrata                           | João Maia                 | 48,1 | 3 / 5      |
| Penalva do Castelo    |         | Partido Social Democrata                           | Leonídio Monteiro         | 60,0 | 3 / 5      |
| Penedono              |         | Partido Social Democrata                           | João de Carvalho          | 59,4 | 3 / 5      |
| Resende               |         | Partido Socialista                                 | António Borges            | 57,0 | 4 / 7      |
| Santa Comba Dão       |         | Partido Socialista                                 | Orlando Mendes            | 50,6 | 4 / 7      |
| São João da Pesqueira |         | Partido Social Democrata                           | António Costa             | 73,6 | 4 / 5      |
| São Pedro do Sul      |         | Partido Social Democrata                           | António Carlos Figueiredo | 59,8 | 5 / 7      |
| Sátão                 |         | Partido Social Democrata                           | Luís Cabral               | 38,8 | 3 / 7      |
| Sernancelhe           |         | Partido Social Democrata                           | José Cardoso              | 51,6 | 3 / 5      |
| Tabuaço               |         | Partido Social Democrata                           | José dos Santos           | 53,4 | 3 / 5      |
| Tarouca               |         | Partido Socialista                                 | Mário Ferreira            | 62,9 | 4 / 5      |
| Tondela               |         | Partido Social Democrata                           | Carlos Marta              | 73,1 | 6 / 7      |
| Vila Nova de Paiva    |         | Partido Socialista                                 | Carlos Pires              | 59,7 | 4 / 5      |
| Viseu                 |         | Partido Social Democrata                           | Fernando Ruas             | 62,1 | 7 / 9      |
| Vouzela               |         | Partido Social Democrata                           | Armindo Ferreira          | 50,3 | 4 / 7      |

| Eleições autárquicas portuguesas de 2001 Distritos: Aveiro \| Beja \| Braga \| Bragança \| Castelo Branco \| Coimbra \| Évora \| Faro \| Guarda \| Leiria \| Lisboa \| Portalegre \| Porto \| Santarém \| Setúbal \| Viana do Castelo \| Vila Real \| Viseu \| Açores \| Madeira |

## Câmaras que mudaram de partido
| Concelho                     | 1997–2001                  | 1997–2001 | 2001–2005                  | 2001–2005                                                                     |
| Concelho                     | Partido                    | Partido | Partido                    | Partido                                                                       |
| Região Autónoma dos Açores   | Região Autónoma dos Açores | Região Autónoma dos Açores                                                                                        | Região Autónoma dos Açores | Região Autónoma dos Açores                                                    |
| ---------------------------- | -------------------------- | --- | -------------------------- | ----------------------------------------------------------------------------- |
| Corvo                        |                            | Partido Socialista                                                                                                |                            | Partido Popular                                                               |
| Povoação                     |                            | Partido Socialista                                                                                                |                            | Partido Social Democrata                                                      |
| Santa Cruz das Flores        |                            | Partido Social Democrata                                                                                          |                            | Partido Socialista                                                            |
| Distrito de Aveiro           |                            | |                            |                                                                               |
| Albergaria-a-Velha           |                            | Partido Popular                                                                                                   |                            | Partido Social Democrata                                                      |
| Estarreja                    |                            | Partido Socialista                                                                                                |                            | Coligação Partido Social Democrata–Partido Popular                            |
| São João da Madeira          |                            | Partido Popular                                                                                                   |                            | Partido Social Democrata                                                      |
| Sever do Vouga               |                            | Partido Popular                                                                                                   |                            | Partido Socialista                                                            |
| Vagos                        |                            | Partido Popular                                                                                                   |                            | Partido Social Democrata                                                      |
| Distrito de Beja             |                            | |                            |                                                                               |
| Almodôvar                    |                            | Partido Socialista                                                                                                |                            | Partido Social Democrata                                                      |
| Alvito                       |                            | CDU – Coligação Democrática Unitária                                                                              |                            | Partido Socialista                                                            |
| Barrancos                    |                            | CDU – Coligação Democrática Unitária                                                                              |                            | Partido Socialista                                                            |
| Mértola                      |                            | CDU – Coligação Democrática Unitária                                                                              |                            | Partido Socialista                                                            |
| Vidigueira                   |                            | CDU – Coligação Democrática Unitária                                                                              |                            | Partido Socialista                                                            |
| Distrito de Braga            |                            | |                            |                                                                               |
| Amares                       |                            | Partido Social Democrata                                                                                          |                            | Partido Socialista                                                            |
| Vila Nova de Famalicão       |                            | Partido Socialista                                                                                                |                            | Coligação Partido Social Democrata–Partido Popular                            |
| Distrito de Bragança         |                            | |                            |                                                                               |
| Alfândega da Fé              |                            | Partido Socialista                                                                                                |                            | Coligação Partido Social Democrata–Partido Popular                            |
| Macedo de Cavaleiros         |                            | Partido Socialista                                                                                                |                            | Coligação Partido Social Democrata–Partido Popular                            |
| Mogadouro                    |                            | Partido Socialista                                                                                                |                            | Partido Social Democrata                                                      |
| Vimioso                      |                            | Partido Socialista                                                                                                |                            | Partido Social Democrata                                                      |
| Distrito de Castelo Branco   |                            | |                            |                                                                               |
| Belmonte                     |                            | Partido Social Democrata                                                                                          |                            | Partido Socialista                                                            |
| Fundão                       |                            | Partido Socialista                                                                                                |                            | Partido Social Democrata                                                      |
| Idanha-a-Nova                |                            | Partido Social Democrata                                                                                          |                            | Partido Socialista                                                            |
| Penamacor                    |                            | Partido Socialista                                                                                                |                            | Grupo de cidadãos eleitores                                                   |
| Sertã                        |                            | Partido Social Democrata                                                                                          |                            | Partido Socialista                                                            |
| Vila Velha de Ródão          |                            | Partido Social Democrata                                                                                          |                            | Partido Socialista                                                            |
| Distrito de Coimbra          |                            | |                            |                                                                               |
| Coimbra                      |                            | Partido Socialista                                                                                                |                            | Coligação Partido Social Democrata–Partido Popular–Partido Popular Monárquico |
| Mira                         |                            | Partido Socialista                                                                                                |                            | Partido Social Democrata                                                      |
| Miranda do Corvo             |                            | Partido Socialista                                                                                                |                            | Partido Social Democrata                                                      |
| Montemor-o-Velho             |                            | Partido Socialista                                                                                                |                            | Coligação Partido Social Democrata–Partido Popular                            |
| Distrito de Évora            |                            | |                            |                                                                               |
| Alandroal                    |                            | CDU – Coligação Democrática Unitária                                                                              |                            | Partido Socialista                                                            |
| Borba                        |                            | CDU – Coligação Democrática Unitária                                                                              |                            | Partido Socialista                                                            |
| Évora                        |                            | CDU – Coligação Democrática Unitária                                                                              |                            | Partido Socialista                                                            |
| Distrito de Faro             |                            | |                            |                                                                               |
| Albufeira                    |                            | Partido Socialista                                                                                                |                            | Partido Social Democrata                                                      |
| Aljezur                      |                            | CDU – Coligação Democrática Unitária                                                                              |                            | Partido Socialista                                                            |
| Faro                         |                            | Partido Socialista                                                                                                |                            | Partido Social Democrata                                                      |
| Lagos                        |                            | Partido Social Democrata                                                                                          |                            | Partido Socialista                                                            |
| Loulé                        |                            | Partido Socialista                                                                                                |                            | Partido Social Democrata                                                      |
| Distrito da Guarda           |                            | |                            |                                                                               |
| Celorico da Beira            |                            | Partido Socialista                                                                                                |                            | Movimento O Partido da Terra                                                  |
| Gouveia                      |                            | Partido Socialista                                                                                                |                            | Partido Social Democrata                                                      |
| Pinhel                       |                            | Partido Socialista                                                                                                |                            | Partido Social Democrata                                                      |
| Sabugal                      |                            | Partido Social Democrata                                                                                          |                            | Coligação Partido Social Democrata–Partido Popular                            |
| Distrito de Leiria           |                            | |                            |                                                                               |
| Batalha                      |                            | Partido Popular                                                                                                   |                            | Partido Social Democrata                                                      |
| Óbidos                       |                            | Partido Socialista                                                                                                |                            | Partido Social Democrata                                                      |
| Distrito de Lisboa           |                            | |                            |                                                                               |
| Cadaval                      |                            | Partido Socialista                                                                                                |                            | Partido Social Democrata                                                      |
| Cascais                      |                            | Partido Socialista                                                                                                |                            | Coligação Partido Social Democrata–Partido Popular                            |
| Lisboa                       |                            | Coligação Partido Socialista–Partido Comunista Português–Partido Ecologista "Os Verdes"–União Democrática Popular |                            | Coligação Partido Social Democrata–Partido Popular Monárquico                 |
| Loures                       |                            | CDU – Coligação Democrática Unitária                                                                              |                            | Partido Socialista                                                            |
| Sintra                       |                            | Partido Socialista                                                                                                |                            | Coligação Partido Social Democrata–Partido Popular                            |
| Região Autónoma da Madeira   |                            | |                            |                                                                               |
| Machico                      |                            | Partido Socialista                                                                                                |                            | Partido Social Democrata                                                      |
| Distrito de Portalegre       |                            | |                            |                                                                               |
| Castelo de Vide              |                            | Partido Socialista                                                                                                |                            | Partido Social Democrata                                                      |
| Portalegre                   |                            | Partido Socialista                                                                                                |                            | Partido Social Democrata                                                      |
| Sousel                       |                            | Partido Socialista                                                                                                |                            | Partido Social Democrata                                                      |
| Distrito do Porto            |                            | |                            |                                                                               |
| Maia                         |                            | Partido Social Democrata                                                                                          |                            | Coligação Partido Social Democrata–Partido Popular                            |
| Penafiel                     |                            | Partido Socialista                                                                                                |                            | Coligação Partido Social Democrata–Partido Popular                            |
| Porto                        |                            | Partido Socialista                                                                                                |                            | Coligação Partido Social Democrata–Partido Popular                            |
| Vila Nova de Gaia            |                            | Partido Social Democrata                                                                                          |                            | Coligação Partido Social Democrata–Partido Popular                            |
| Distrito de Santarém         |                            | |                            |                                                                               |
| Alcanena                     |                            | Partido Socialista                                                                                                |                            | Grupo de cidadãos eleitores                                                   |
| Coruche                      |                            | CDU – Coligação Democrática Unitária                                                                              |                            | Partido Socialista                                                            |
| Entroncamento                |                            | Partido Socialista                                                                                                |                            | Partido Social Democrata                                                      |
| Salvaterra de Magos          |                            | CDU – Coligação Democrática Unitária                                                                              |                            | Bloco de Esquerda                                                             |
| Distrito de Setúbal          |                            | |                            |                                                                               |
| Alcochete                    |                            | CDU – Coligação Democrática Unitária                                                                              |                            | Partido Socialista                                                            |
| Barreiro                     |                            | CDU – Coligação Democrática Unitária                                                                              |                            | Partido Socialista                                                            |
| Grândola                     |                            | CDU – Coligação Democrática Unitária                                                                              |                            | Partido Socialista                                                            |
| Setúbal                      |                            | Partido Socialista                                                                                                |                            | CDU – Coligação Democrática Unitária                                          |
| Distrito de Viana do Castelo |                            | |                            |                                                                               |
| Caminha                      |                            | Partido Socialista                                                                                                |                            | Partido Social Democrata                                                      |
| Ponte de Lima                |                            | Partido Popular                                                                                                   |                            | Grupo de cidadãos eleitores                                                   |
| Distrito de Vila Real        |                            | |                            |                                                                               |
| Chaves                       |                            | Partido Socialista                                                                                                |                            | Partido Social Democrata                                                      |
| Murça                        |                            | Partido Social Democrata                                                                                          |                            | Partido Socialista                                                            |
| Ribeira de Pena              |                            | Partido Socialista                                                                                                |                            | Coligação Partido Social Democrata–Partido Popular                            |
| Vila Pouca de Aguiar         |                            | Partido Socialista                                                                                                |                            | Coligação Partido Social Democrata–Partido Popular                            |
| Distrito de Viseu            |                            | |                            |                                                                               |
| Mangualde                    |                            | Partido Social Democrata                                                                                          |                            | Coligação Partido Social Democrata–Partido Popular                            |
| Penalva do Castelo           |                            | Partido Popular Monárquico                                                                                        |                            | Partido Social Democrata                                                      |
| Resende                      |                            | Partido Social Democrata                                                                                          |                            | Partido Socialista                                                            |
| São Pedro do Sul             |                            | Partido Socialista                                                                                                |                            | Partido Social Democrata                                                      |
| Vouzela                      |                            | Partido Socialista                                                                                                |                            | Partido Social Democrata                                                      |